# Musée d'Art Moderne (Espagne)
Le Musée National d'Art Moderne, également appelé Musée d'Art Moderne et fréquemment désigné par son sigle M.A.M., était un musée national espagnol consacré à l'art des XIXe siècle et XXe siècle. Il a existé entre 1894 et 1971. Cette année-là, ses collections d'art du XIXᵉ siècle ont été transférées au Musée du Prado, dont elles provenaient en grande partie, tandis que celles du XXe siècles ont été intégrées au nouveau Musée Espagnol d'Art Contemporain (MEAC), précurseur de l'actuel Musée national centre d'art Reina Sofía.

## Histoire
Le Musée est créé par un décret royal le 4 août 1894 sous le nom de Musée d'Art Contemporain, bien que cette appellation ait été ultérieurement remplacée par celle de Musée d'Art Moderne. Son inauguration officielle n’a toutefois eu lieu que le 1ᵉʳ août 1898, lors d’une cérémonie présidée par la reine régente Marie-Christine de Habsbourg-Lorraine, tandis que l'ouverture complète de ses salles s'est faite l'année suivante. Il était situé dans le Palais de la bibliothèque et des musées nationaux, qui abrite également, entre autres, la Bibliothèque Nationale et le Musée Archéologique national de Madrid, occupant l'angle sud-ouest de l'édifice, délimité par le paseo de Recoletos et la rue Villanueva.

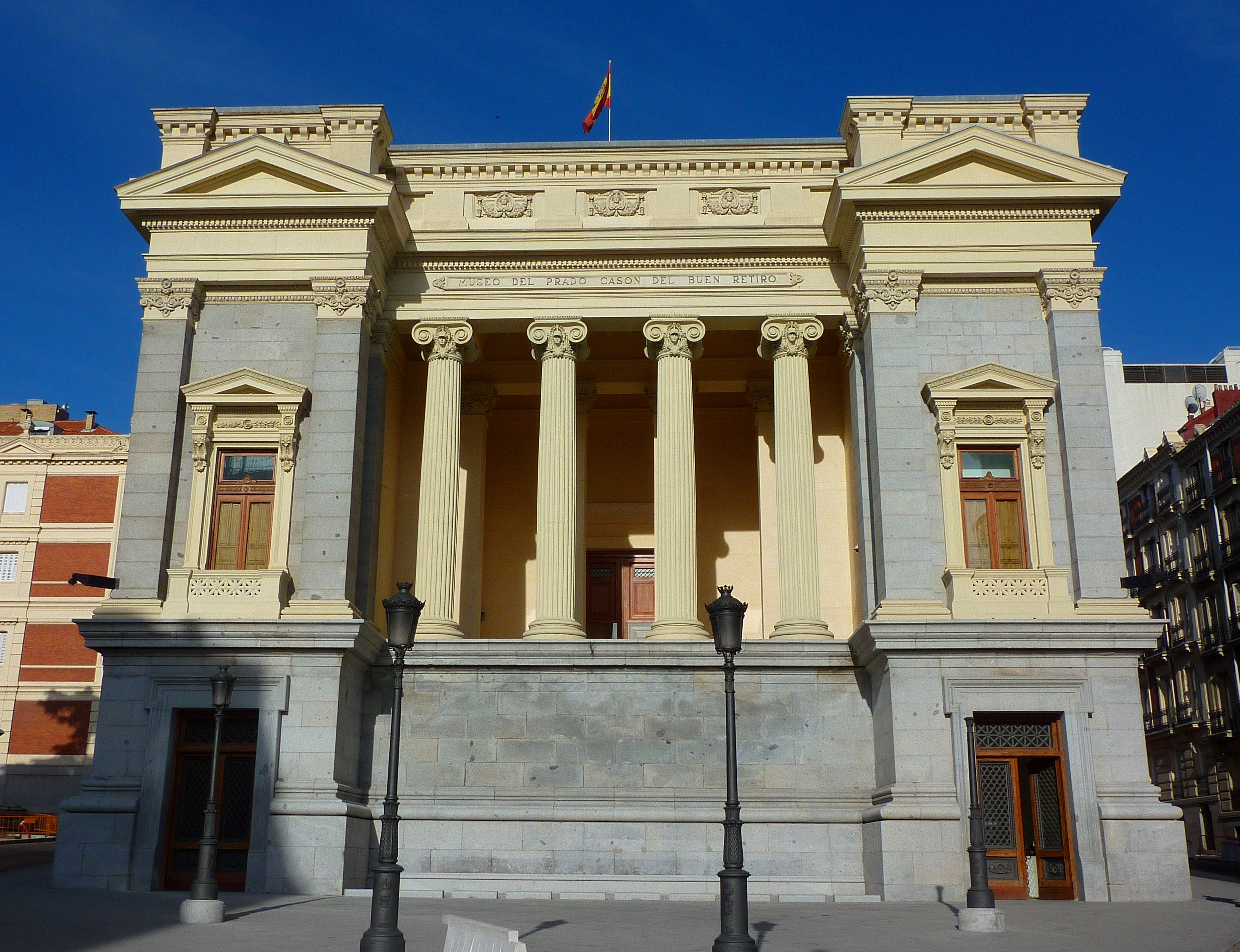
Le Casón del Buen Retiro a accueilli, entre 1971 et 1997, les œuvres du XIX issues du Musée d'Art Moderne après leur transfert au Musée du Prado.

La création d’un centre dédié aux artistes vivants, suivant le modèle du Musée du Luxembourg à Paris, constituait une revendication professionnelle formulée dès le 15 décembre 1847 dans une pétition adressée à la reine Isabelle II. Intitulée « Exposición que elevan a S. M. varios artistas para la fundación de un Museo Histórico Nacional de Autores Contemporáneos », cette demande fut signée par des artistes de renom tels que Vicente López, Antonio María Esquivel, Jenaro Pérez Villaamil, Rafael Tegeo, Vicente Jimeno et Alejandro Ferrant.
Avant la création du Musée d'Art Moderne (M. A. M.), ce rôle était principalement assuré par le Musée du Prado, dont les premiers catalogues, rédigés par Luis Eusebi, incluaient une section intitulée « Artistes vivants ou récemment décédés ». Cette section présentait des œuvres contemporaines de peinture et de sculpture provenant des collections royales. Une partie de cette mission fut également prise en charge par le Musée de la Trinidad, qui proposait une « Galerie de tableaux contemporains » composée d’œuvres acquises par l’État lors des Expositions nationales des Beaux-Arts, ainsi que de certaines donations ponctuelles. En 1872, le Musée de la Trinidad fut dissous et ses collections intégrées au Prado.
Bien que le Musée d'Art Moderne ait été fondé pour se consacrer au collectage d'art du XIXe siècles et à la promotion des artistes vivants, le Prado continua à conserver des œuvres majeures du XIXᵉ siècle, souvent considérées comme des pièces incontournables du patrimoine artistique espagnol. Par exemple, des peintures telles que Les Enfants du peintre dans le salon japonais de Mariano Fortuny, La Comtesse de Vilches de Federico de Madrazo, ou encore le legs Ramón de Errazu (essentiellement composé d’œuvres du XIXᵉ siècle) restèrent au Prado. En outre, des pièces étrangères de grande valeur, comme celles d'Ernest Meissonier ou Anders Zorn, continuèrent à être exposées dans les salles du bâtiment conçu par Juan de Villanueva, illustrant ainsi l'importance accordée au XIXᵉ siècle par le Prado, en contraste avec le M. A. M., davantage orienté vers l'art strictement contemporain et la promotion des artistes vivants.

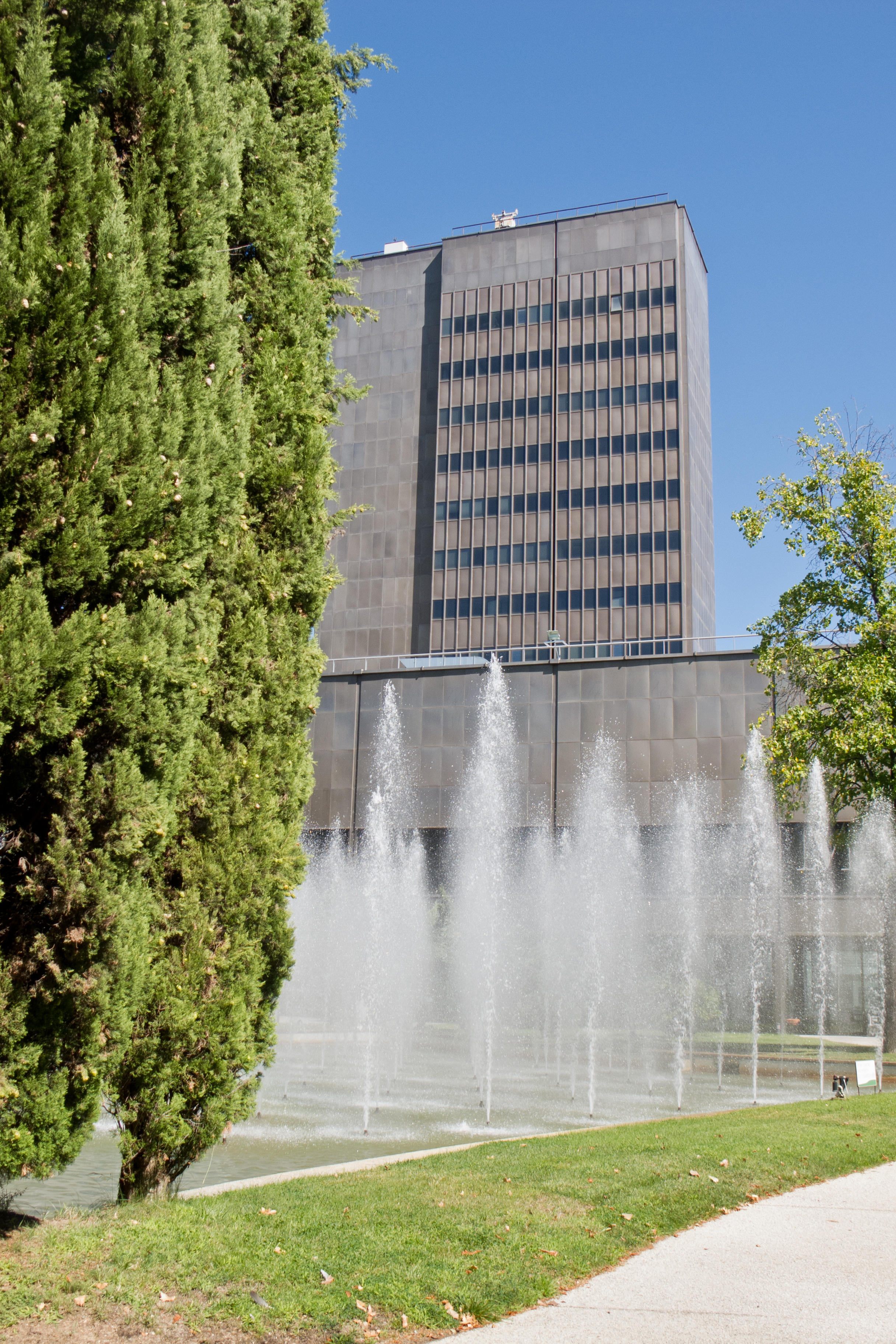
Le bâtiment abritant le Musée del Traje a été construit à l'origine pour accueillir le Musée Espagnol d'Art Contemporain (MEAC).

Au fil des années, de nouvelles œuvres, principalement des peintures du XXe siècles, ont enrichi la collection, reléguant progressivement les œuvres du XIXᵉ siècle, perçues comme un obstacle à l'image de modernité que le musée cherchait à projeter. Cela a conduit, par un décret du 9 octobre 1951, à la division du Musée d'Art Moderne en deux entités distinctes : le Musée National d'Art du XIXe siècles et le Musée National d'Art Contemporain, sans changement de localisation. Le Musée d'Art Contemporain occupait le rez-de-chaussée, tandis que le Musée du XIXᵉ siècle se trouvait à l'étage supérieur.
En 1968, les deux collections furent réunifiées pour former le Musée Espagnol d'Art Contemporain. Cependant, cette fusion fut de courte durée. Par une ordonnance ministérielle du 5 février 1971, les œuvres du XIXᵉ siècle furent transférées au Musée du Prado, créant une "Section d'Art du XIXᵉ siècle". Elles furent exposées au Casón del Buen Retiro à partir du 24 juin 1971 jusqu'en 1997, aux côtés des œuvres contemporaines de cette période intégrées au Prado. Depuis 2009, une sélection de ces œuvres est présentée dans le bâtiment Villanueva, intégrée au reste de la collection.
Les œuvres du XXᵉ siècle, véritable cœur du Musée d'Art Moderne, restèrent au MEAC jusqu'à sa dissolution et son intégration au Reina Sofía. Certaines œuvres initialement transférées au Prado furent ultérieurement réattribuées au Musée National Centre d'Art Reina Sofía (MNCARS), selon un décret royal de 1995 qui fixait 1881, année de naissance de Picasso, comme ligne de séparation entre les collections des deux musées. Enfin, les installations du musée furent confiées à la Bibliothèque Nationale.
Pendant la Guerre d'Espagne, cinquante-quatre œuvres du musée furent évacuées, accompagnées d'autres pièces provenant du Prado, du Monastère de l'Escurial et de collections privées, comme La Comtesse de Santovenia d'Eduardo Rosales, qui appartenait alors au duc de la Torre et était déposée au Musée d'Art Moderne. Ces œuvres furent d'abord transférées à Valence, puis en Catalogne, et finalement à Genève.

## Collections

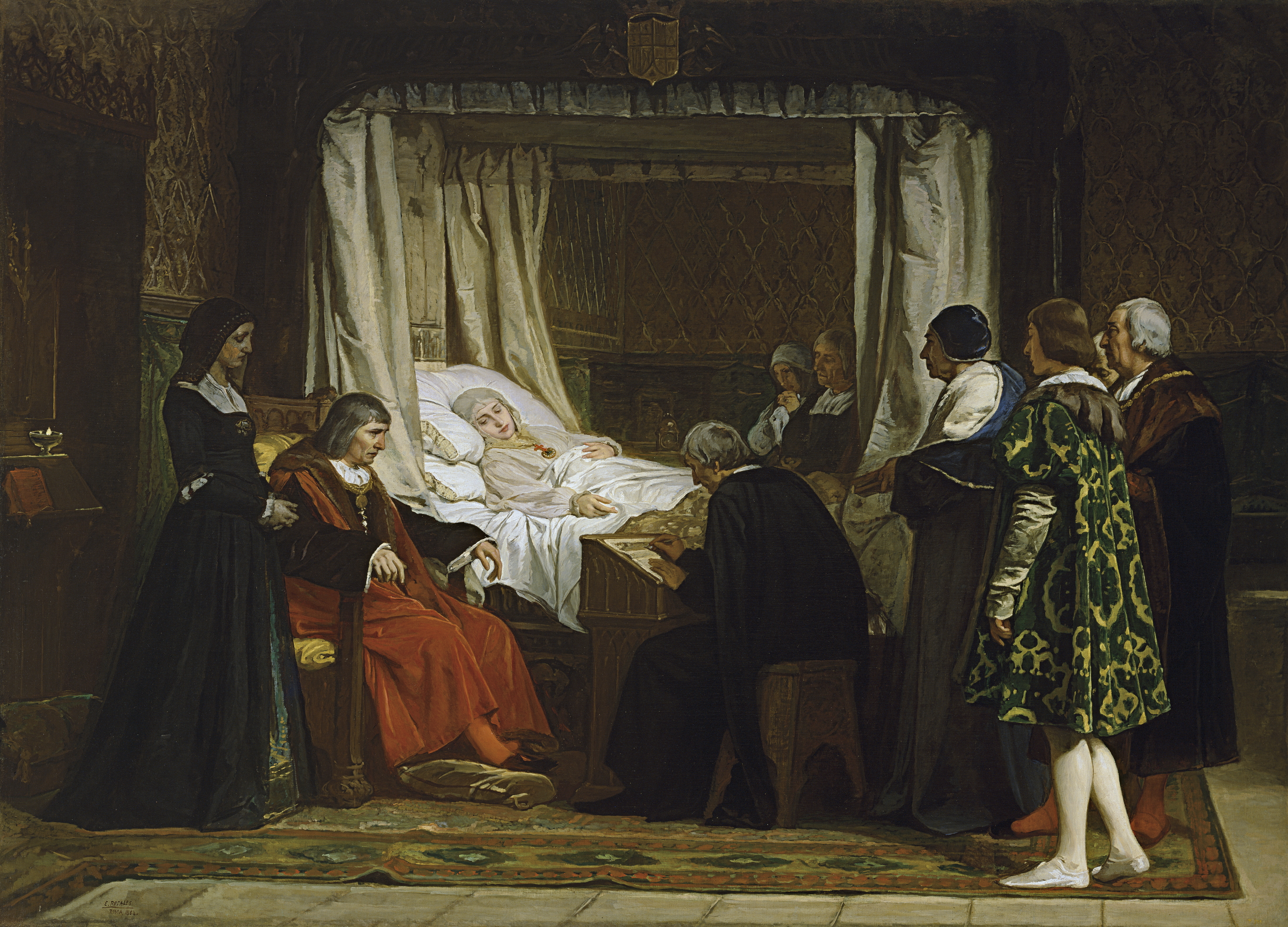
Isabelle la Catholique dictant son testament, une œuvre d'Eduardo Rosales, fut transférée du Musée de la Trinité au Musée du Prado, puis au Musée d'Art Moderne (M.A.M.), avant de retourner au Prado en 1971.

Un décret royal du 25 octobre 1895 fixa la limite chronologique des collections à Francisco de Goya, considéré comme le « dernier représentant de l'ancienne peinture espagnole ». Suivant un critère de « caractère universel » visant à relier l'art espagnol à celui des « nations cultivées », les collections devaient débuter à l'époque où les théories esthétiques mises en pratique par David ou Canova, introduites en Espagne au début du XIXᵉ siècle, avaient modifié le courant de l'art national. Cela correspondait aux œuvres de José Madrazo et des autres disciples espagnols de Jacques-Louis David pour la peinture, ainsi qu'à celles de José Álvarez Cubero et Antonio Solá pour la sculpture.
Il fut également décidé que les acquisitions devraient répondre à certains critères précis : avoir été primées lors des Expositions nationales des beaux-arts, être jugées dignes d'être acquises par l'État selon l'avis de l'Académie royale des Beaux-Arts Saint-Ferdinand, provenir des dernières œuvres réalisées par les pensionnaires de l'Académie d'Espagne à Rome, ou encore être des œuvres d'artistes déjà décédés. Des œuvres d'artistes vivants pouvaient également être admises, à condition qu'elles soient jugées de grand mérite par la RABASF. Un décret royal du 19 février 1915 ajouta une condition supplémentaire : les œuvres devaient être réalisées par des artistes espagnols.
Le musée était structuré en deux départements principaux : peinture et sculpture. Toutefois, il abritait également une collection notable d'œuvres sur papier, comprenant des dessins, des estampes et quelques plans d'architecture, ainsi qu'une modeste collection d'arts décoratifs et appliqués. Parmi les dessins, on trouvait une importante série de 83 œuvres d'Eduardo Rosales, acquises en 1912 auprès de sa fille Carlota. À ces dessins s'ajoutèrent dix autres en 1926, deux provenant du legs de Jacinto Octavio Picón en 1923, six achetés en 1942 et deux autres en 1959,,,,.
Dans la collection d'estampes, un ensemble remarquable de 18 œuvres de Mariano Fortuny y Marsal fut offert en 1934 par son fils, Mariano Fortuny y Madrazo.
L'attention portée aux œuvres des avant-gardes a toujours été très limitée. L'une des rares exceptions en ce domaine fut l'acquisition en 1935 de cinq sculptures de Pablo Gargallo, auxquelles s'ajoutèrent quatre autres œuvres offertes par sa veuve, Magali Tartanson. Ces sculptures furent les premières des avant-gardes à intégrer les collections de l'État.
En revanche, certaines tentatives d'intégration de travaux d'artistes internationaux n'ont pas abouti, comme en 1957 avec les démarches visant à acquérir des œuvres d'Hans Arp et de Victor Vasarely. Toutefois, un succès notable a été enregistré en 1961 avec l'achat de la peinture Vendeuse de fleurs de Diego Rivera.

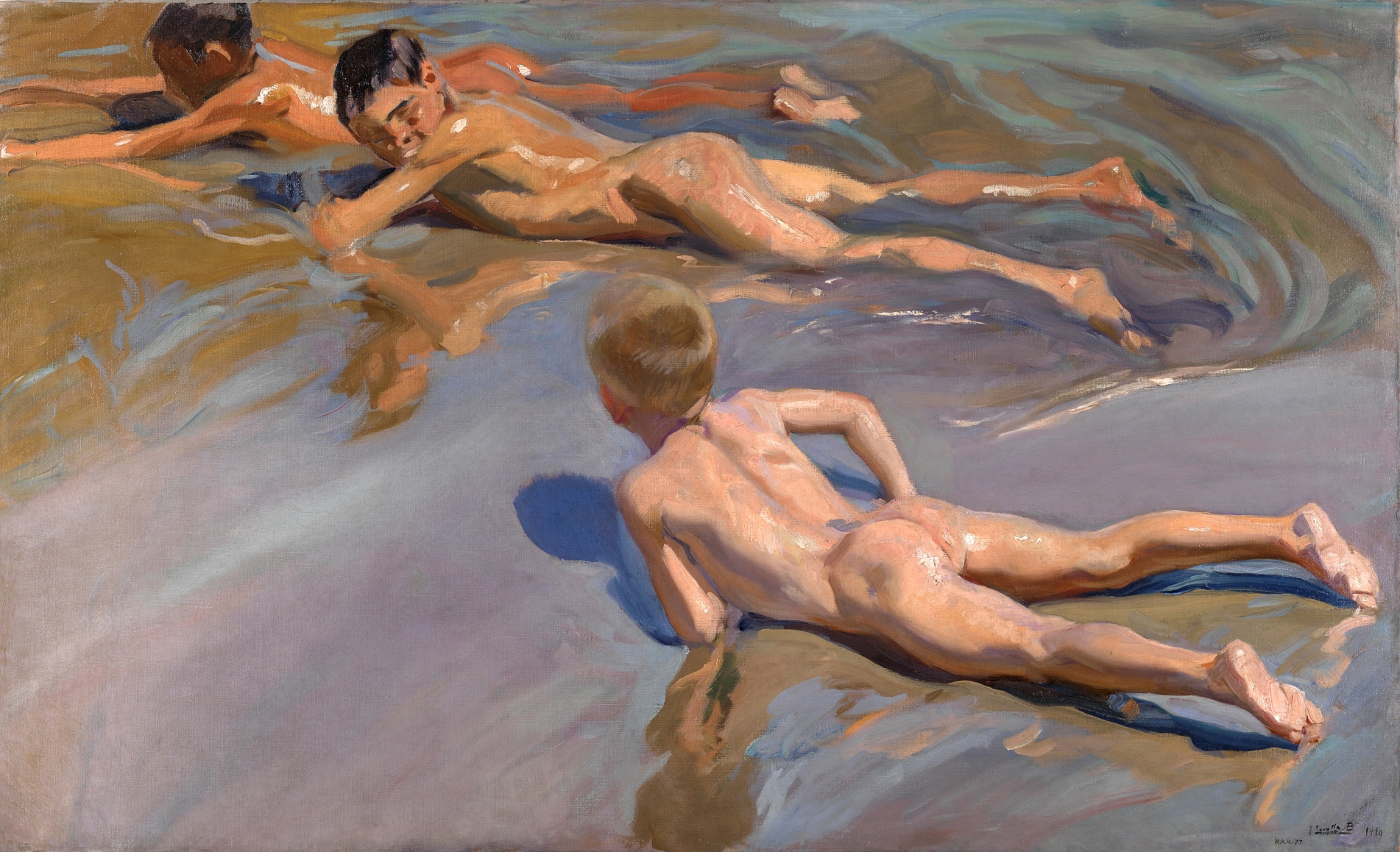
Enfants à la plage, œuvre réalisé en 1910 par Joaquín Sorolla a été offerte en 1919 au Musée d'Art Moderne par le peintre lui-même.

Un seul catalogue des collections a été réalisé pour le Musée d'Art Moderne : le Catalogue provisoire du Musée d'Art Moderne, publié en 1899, suivi d'une seconde édition l'année suivante. Ce document recensait 693 peintures et dessins ainsi que 88 sculptures. En 1985, un Catalogue des peintures du XIXᵉ siècle du Musée du Prado, dirigé par Joaquín de la Puente, alors sous-directeur du musée et conservateur du Casón del Buen Retiro, fut publié. Ce catalogue comprenait à la fois des œuvres obtenues directement par le Prado et celles issues du Musée d'Art Moderne, qui constituaient la majeure partie.
Le catalogue regroupait des pièces d'environ une centaine d'artistes, illustrant des courants tels que le néoclassicisme, le romantisme et le réalisme, mais laissant de côté des mouvements comme l'impressionnisme et le postimpressionnisme. La majorité des œuvres provenaient d'artistes espagnols, bien que quelques artistes étrangers y figurent également, comme le Français Ernest Meissonier, le Néerlandais Lawrence Alma-Tadema, l'Allemand Franz von Lenbach, l'Italien Domenico Morelli ou le Belge Jan van Beers. Ces œuvres, souvent acquises par donations, échappaient ainsi à la règle qui imposait que les acquisitions par l’État soient limitées à des auteurs espagnols.
Le musée possédait également une collection de 20 gravures sur bois ukiyo-e japonaises, acquises en 1936 auprès de la Nippon Hanga Kyōkai (Société des peintres et graveurs japonais). Ces gravures avaient été sélectionnées à la suite de l'exposition d'estampes japonaises anciennes et modernes organisée en mai de cette année-là au Musée d'Art Moderne. Devant le succès de l'exposition, le directeur du musée, Ricardo Gutiérrez Abascal (alias Juan de la Encina), décida d’acheter une sélection représentative de l’histoire de l’estampe japonaise. En 1955, une centaine d’autres estampes japonaises, principalement des reproductions du XXe siècles, furent ajoutées à la collection après une exposition organisée à Madrid par l'UNESCO. À ce fonds s’ajoutèrent diverses estampes, originales ou reproductions, datant pour certaines du XIXe siècles, bien que leur origine et leur date d’entrée au musée restent inconnues.

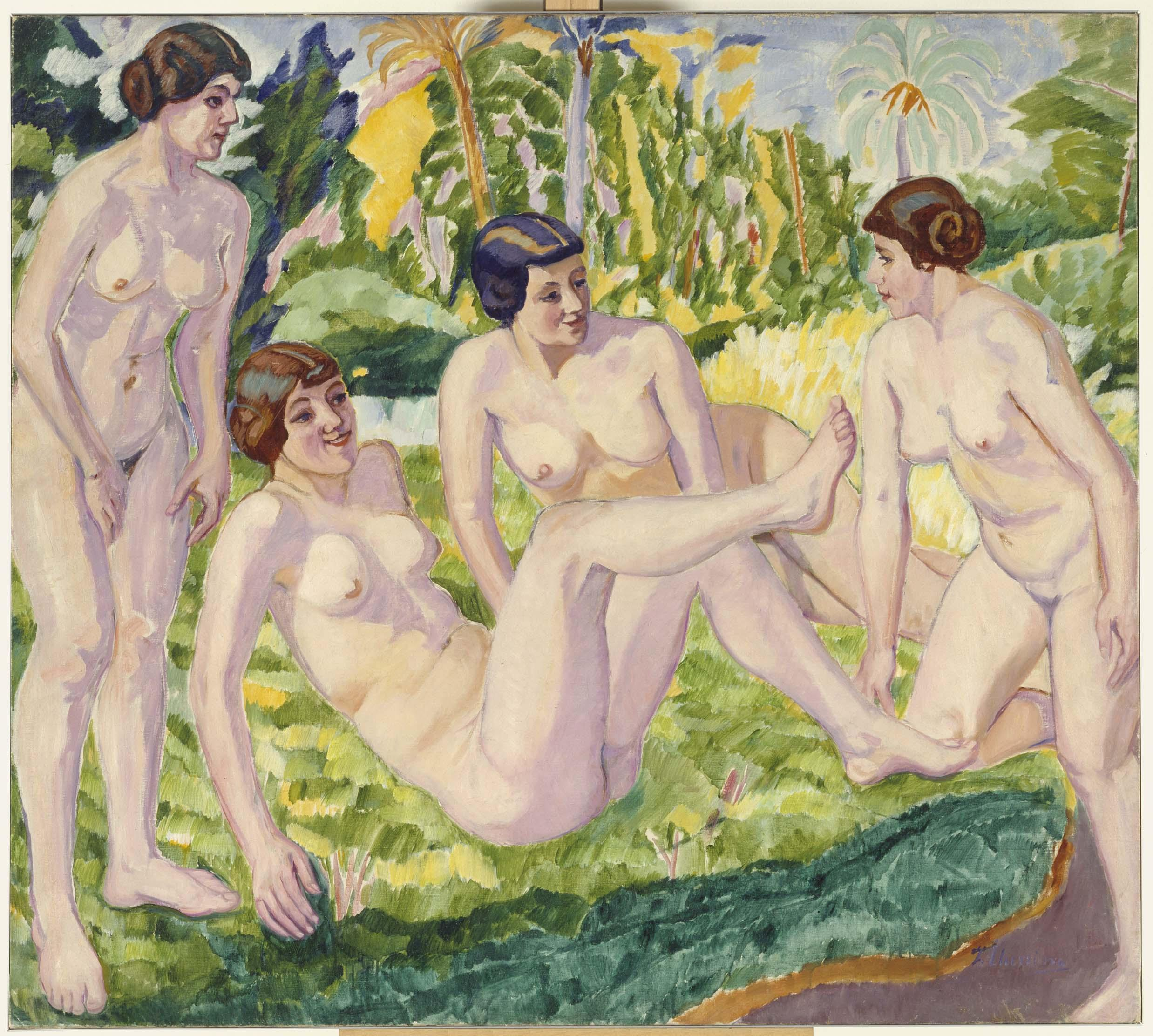
Nus dans un paysage, de Francisco Iturrino, c. 1906-1918. Reine Sofia.

Le Musée a reçu de nombreuses donations qui ont notablement complété les acquisitions réalisées par l’État. Parmi les plus significatives figurent les 183 études à l’huile, ainsi que 129 dessins et 47 eaux-fortes de Carlos de Haes, offertes en 1899 par ses élèves. Cette donation était conditionnée à ce que la collection reste intacte, bien que, dès les premières années du XXe siècles, elle ait commencé à être dispersée par le biais de dépôts dans diverses institutions.
Une autre donation remarquable fut celle des portraits d’Aureliano de Beruete et de son épouse, María Teresa Moret, réalisés par l’ami proche de Beruete, Joaquín Sorolla. Ces œuvres furent offertes en 1922 par la veuve de Beruete, qui, en plus, remit au Musée plusieurs peintures de son époux, tout comme l’avait fait son fils en 1913. En 1924, elle fit également don des portraits de ses parents, peints par Federico de Madrazo.
Un enrichissement supplémentaire des collections du Musée s’est produit avec l’arrivée des peintures provenant du Musée-Bibliothèque d’Outre-Mer, à la suite de la dissolution de ce dernier par une ordonnance royale du 4 février 1908.
L’un des problèmes les plus graves rencontrés par le musée tout au long de son existence fut le manque d’espace. D’une part, il accumula un grand nombre d’œuvres, parmi lesquelles figuraient de nombreuses peintures de grand format, typiques du genre de la peinture d’histoire, particulièrement en vogue dans la seconde moitié du XIXe siècles. D’autre part, il devait partager le Palais de la Bibliothèque et des Musées Nationaux avec d’autres institutions : la Bibliothèque Nationale, le Musée Archéologique National, le Musée national des sciences naturelles d'Espagne, les Archives Historiques Nationales, la Commission d’Iconographie Nationale et la Société des Amis de l’Art. Cela entraîna l’attribution d’un espace relativement limité au musée. En conséquence, une politique de dépôt des œuvres dans des musées provinciaux et des organismes administratifs officiels fut mise en place, la majorité des collections se retrouvant ainsi en dehors de l’institution elle-même. C’est précisément cette situation qui est à l’origine d’une grande partie de l’actuel Pré disperso.

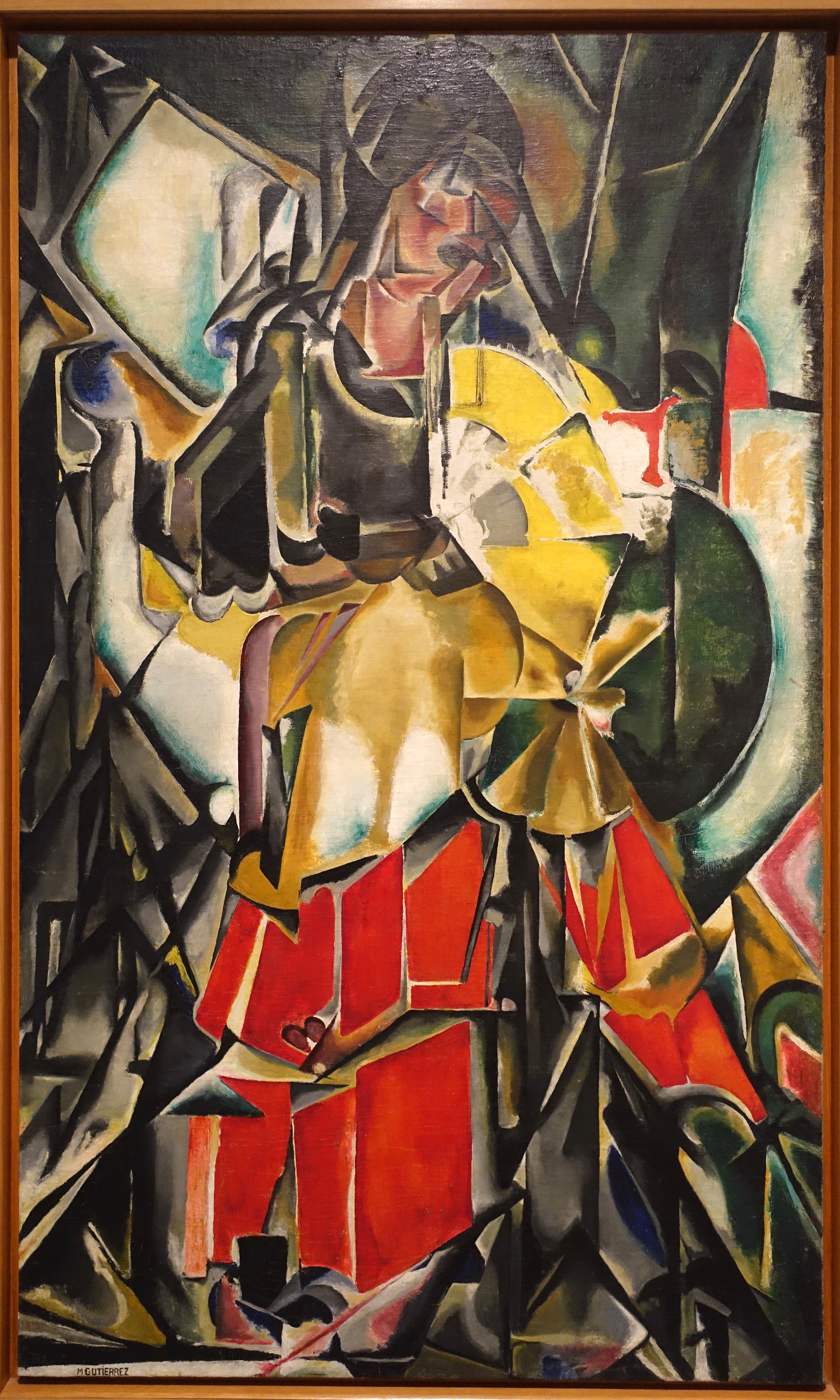
María Blanchard : Femme à l'éventail, 1916.
Œuvre acquise en 1959 par le Musée National d'Art Contemporain. Reina Sofía.

La seule tentative faite pour remédier à cette situation fut le lancement, en 1933, d'un concours national d'architecture visant à doter le musée d'un nouveau siège. Le projet de Fernando García Mercadal fut retenu, proposant un bâtiment d'un seul étage et suggérant son emplacement à l'extension du paseo de la Castellana. Cependant, il ne fut jamais construit.
La seule tentative, infructueuse, de mettre de l'ordre dans les dépôts fut réalisée lorsque le MAM fut divisé en Musée National d'Art du XIXᵉ siècle et Musée National d'Art Contemporain, et que les collections furent réparties entre les deux institutions. Le directeur général des Beaux-Arts, Gratiniano Nieto, souligna alors que les registres des dépôts se trouvaient :

« Sans un contrôle adéquat, ces œuvres sont à la merci de personnes ou d'institutions qui se considèrent comme leurs propriétaires, en faisant un usage inapproprié. Le Directeur Général a pour objectif de réorganiser ces services de dépôt en mettant en place des moyens suffisants pour assurer le contrôle de toutes les œuvres disséminées dans les centres officiels et musées des provinces espagnoles. »

Cependant, malgré les intentions initiales, l’étude provisoire réalisée, achevée en 1961, s’appuya uniquement sur la documentation interne, sans vérifier l’état réel des pièces dans les institutions dépositaires ni prendre de photographies des œuvres. Le décompte provisoire recensa 1 179 œuvres déposées dans 48 institutions espagnoles, ainsi que 10 autres dans des dépendances de l’État à l’étranger.

## Galerie
Quelques œuvres qui ont fait partie des collections du Musée d'Art Moderne:

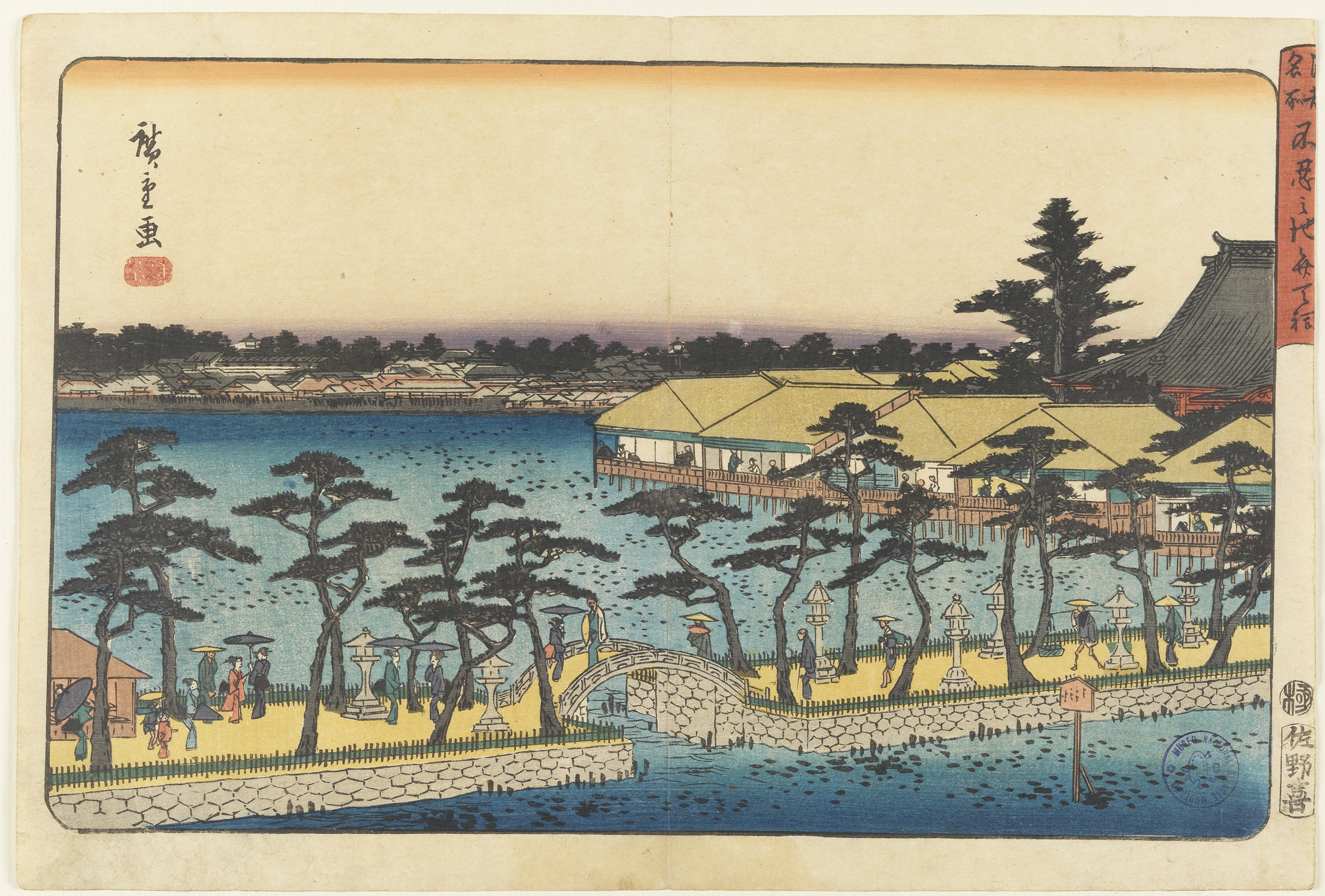
Templo de Benten junto al lago de Shinobazu, en Ueno, c. 1830-1844, Utagawa Hiroshige (Museo del Prado, Gabinete de Dibujos, Estampas y Fotografías).
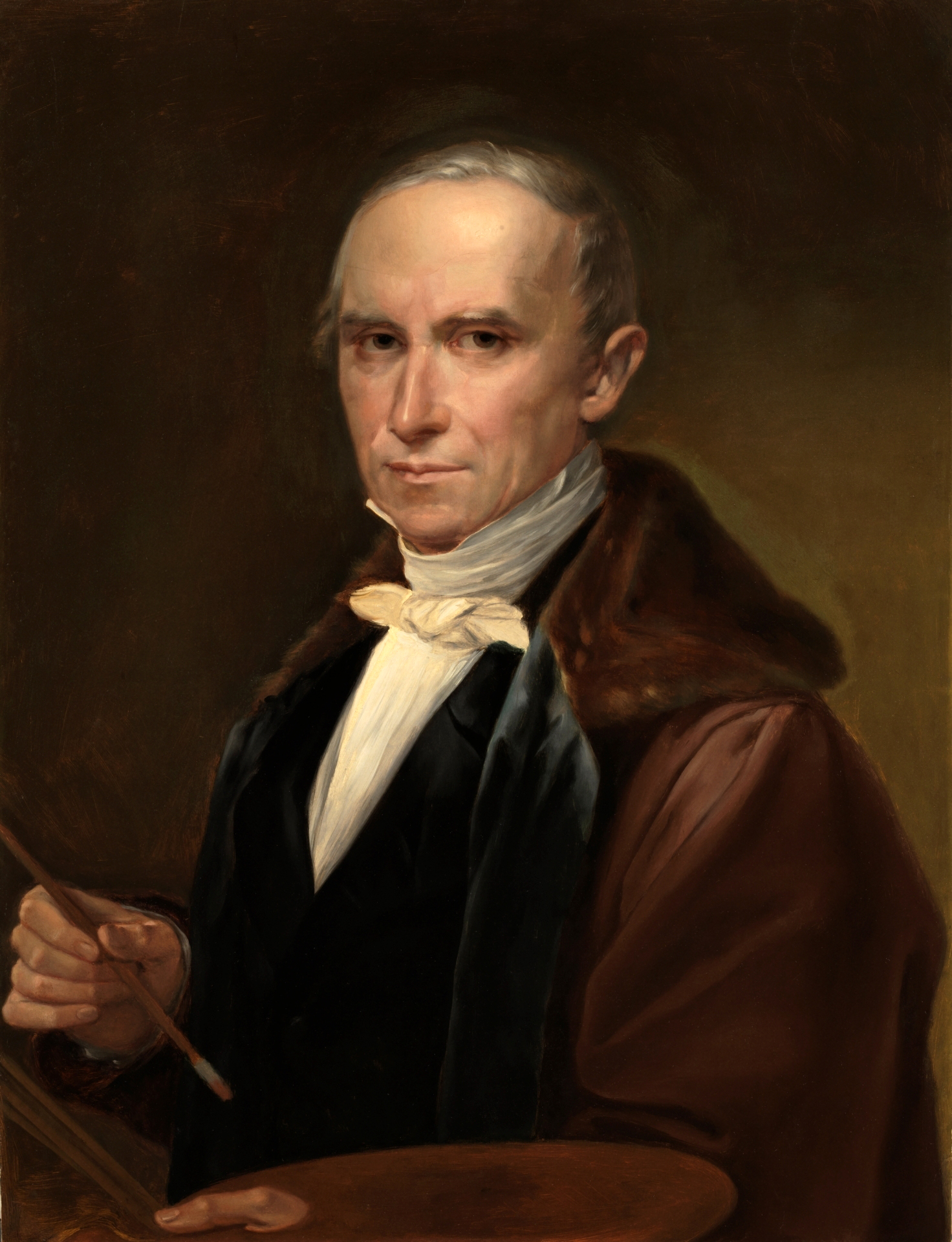
Autorretrato, de José de Madrazo, adquirido en 1923 a Mercedes de Madrazo y Rosales, nieta del pintor (Prado).
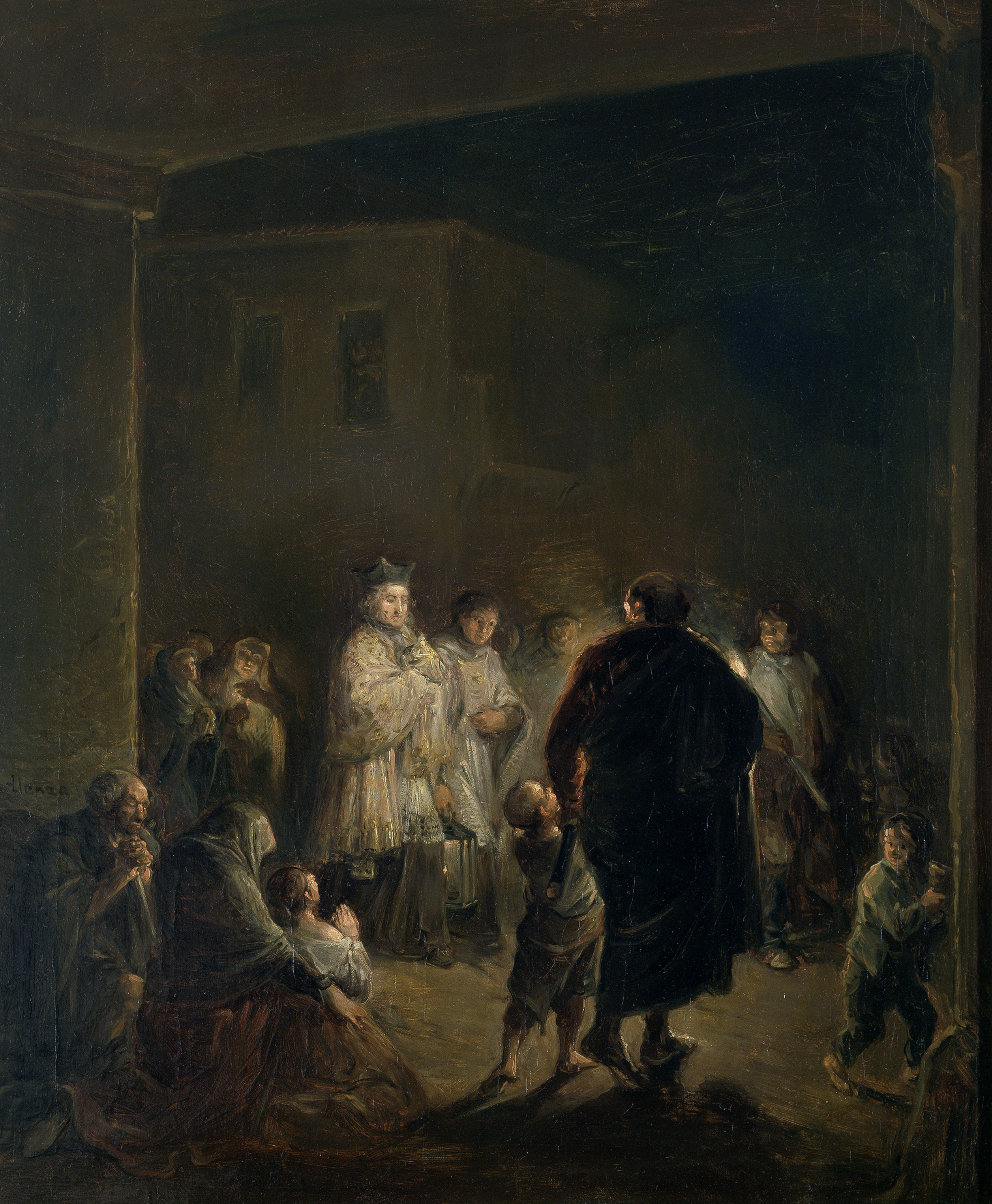
El viático, por Leonardo Alenza, donado por Luis Ardanaz en 1931 (Prado).
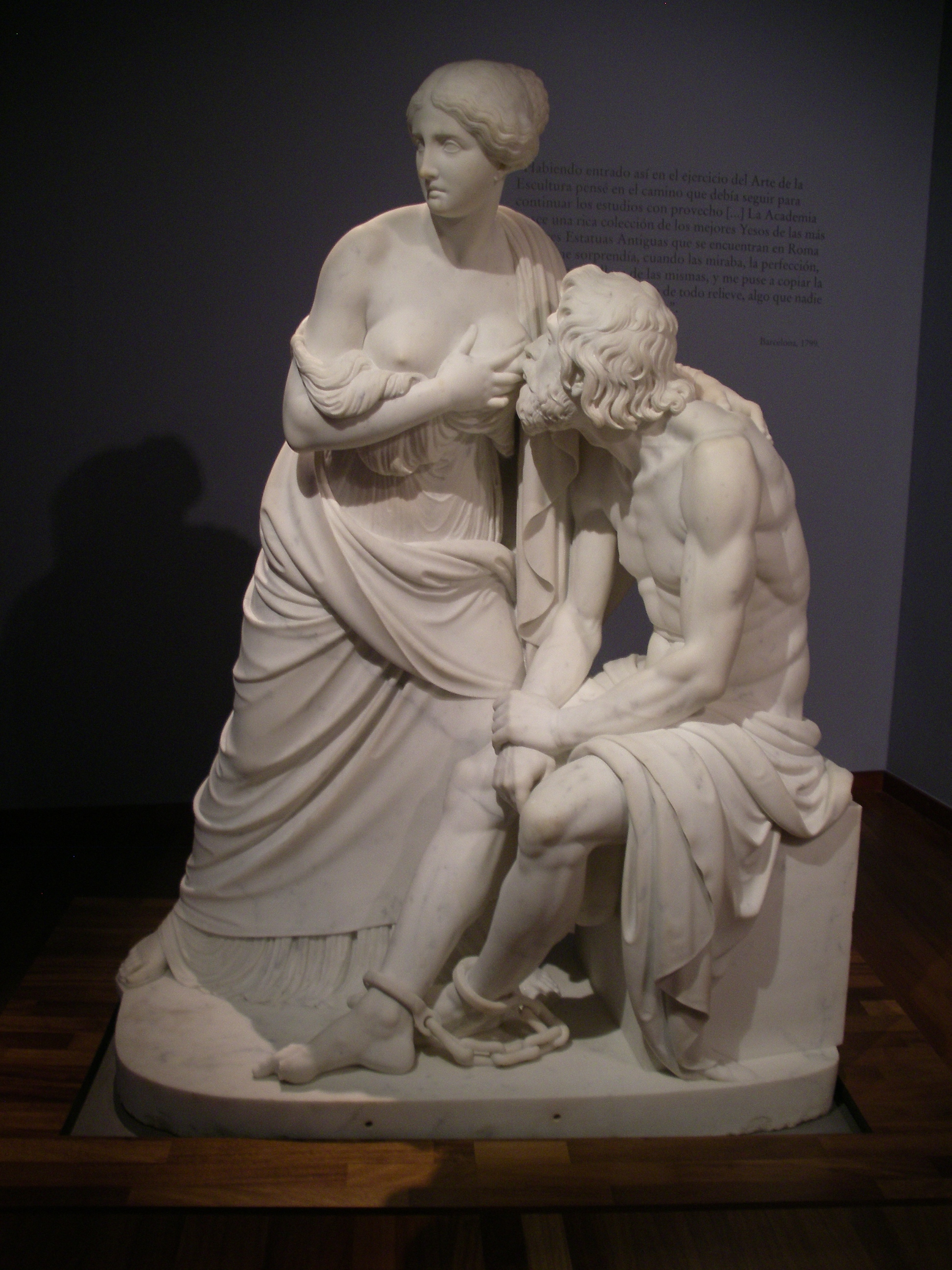
La Caridad romana, por Antonio Solá, 1851, obra procedente de la Colección Real (Prado).
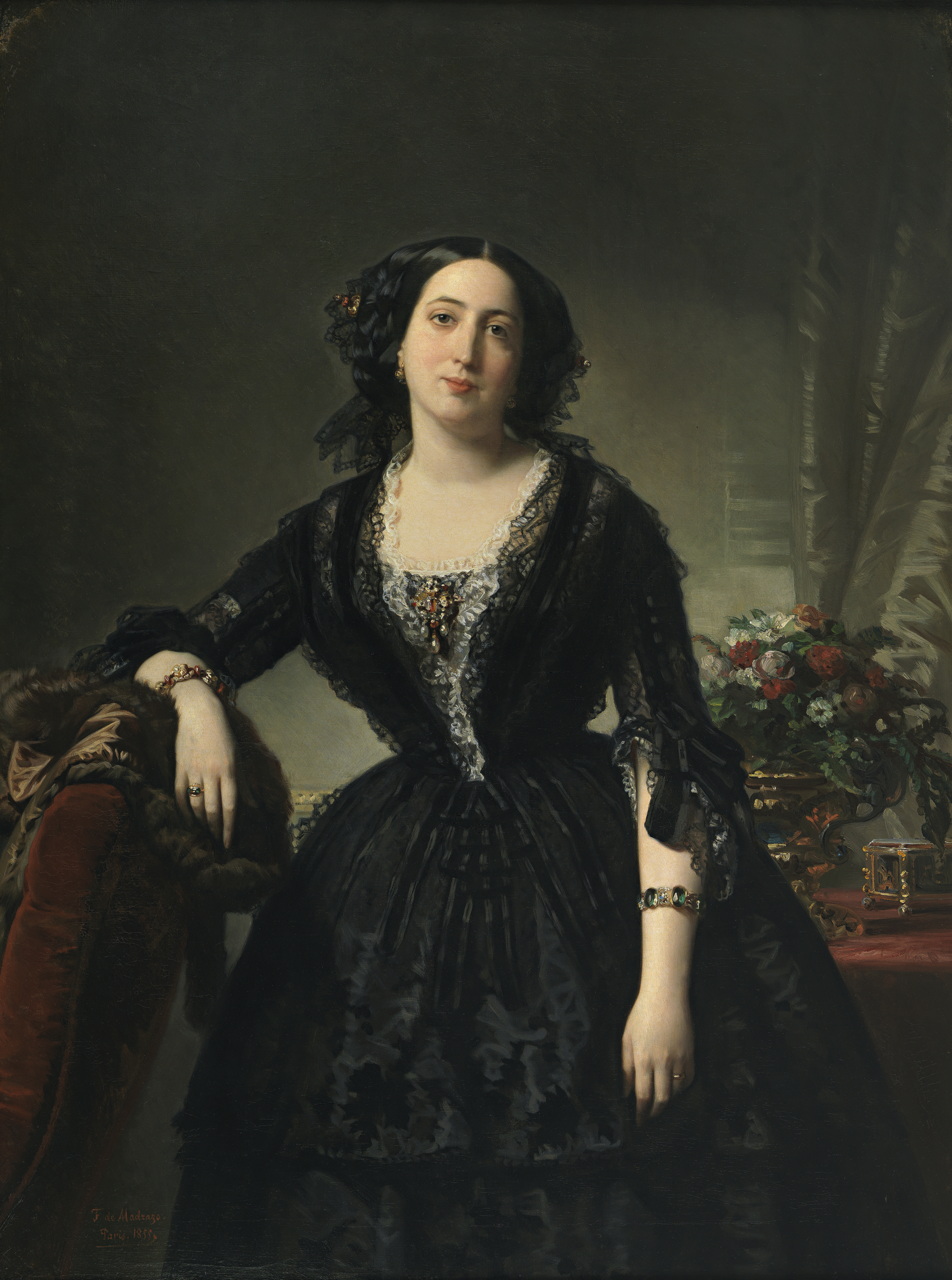
La marquesa de Montelo, de Federico de Madrazo, donación de Celina Alfonso, hija de la retratada, en 1920 (Prado).
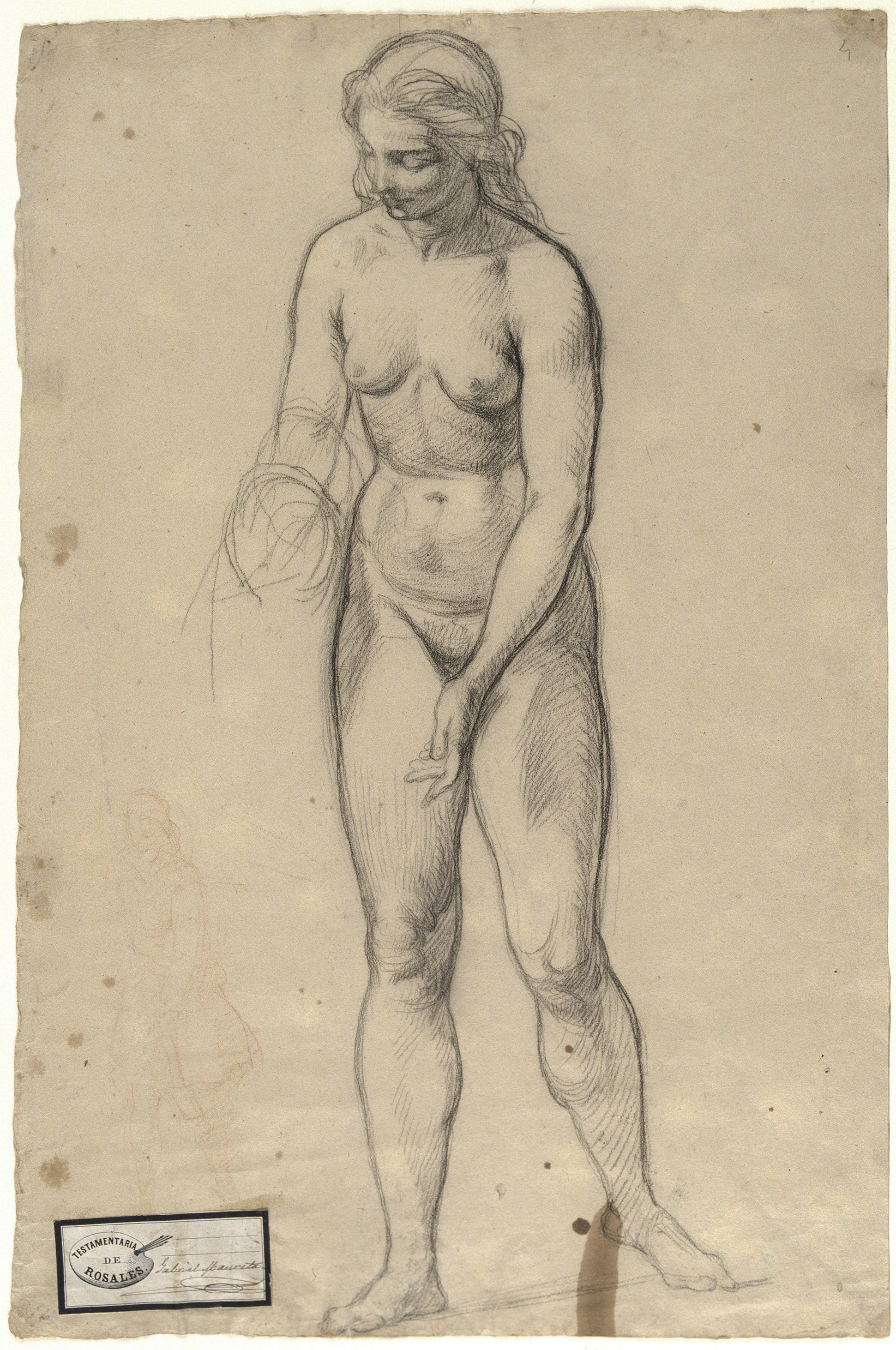
Estudio de desnudo femenino, preparatorio para Tobías y el ángel, circa 1858, perteneciente a un conjunto de diez dibujos de Eduardo Rosales adquiridos en 1926 a su hija Carlota (Prado, Gabinete de Dibujos, Estampas y Fotografías).
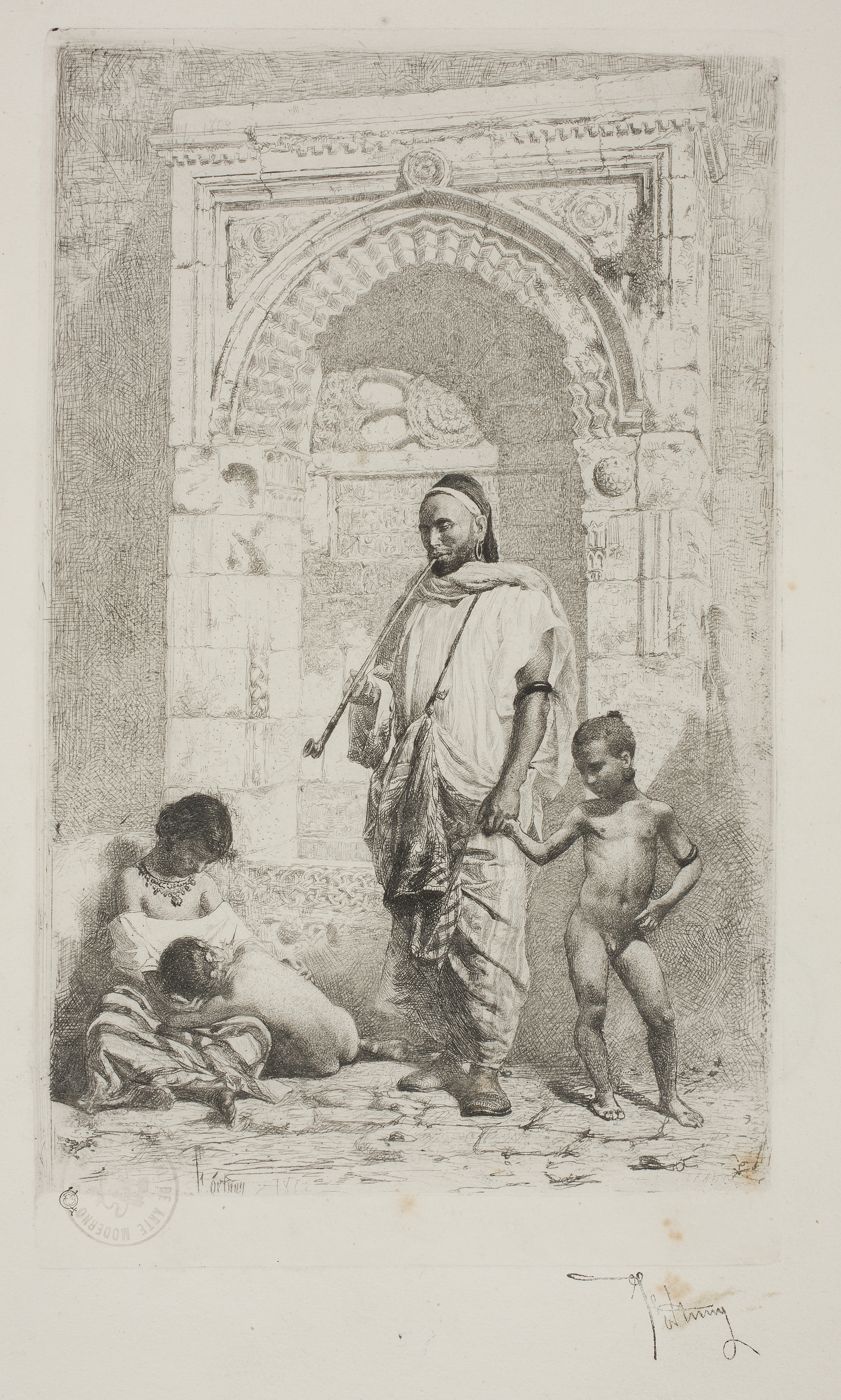
Familia marroquí, 1916, uno de los dieciocho grabados de Mariano Fortuny y Marsal donados en 1934 por su hijo Mariano Fortuny y Madrazo (Prado, Gabinete de Dibujos, Estampas y Fotografías).
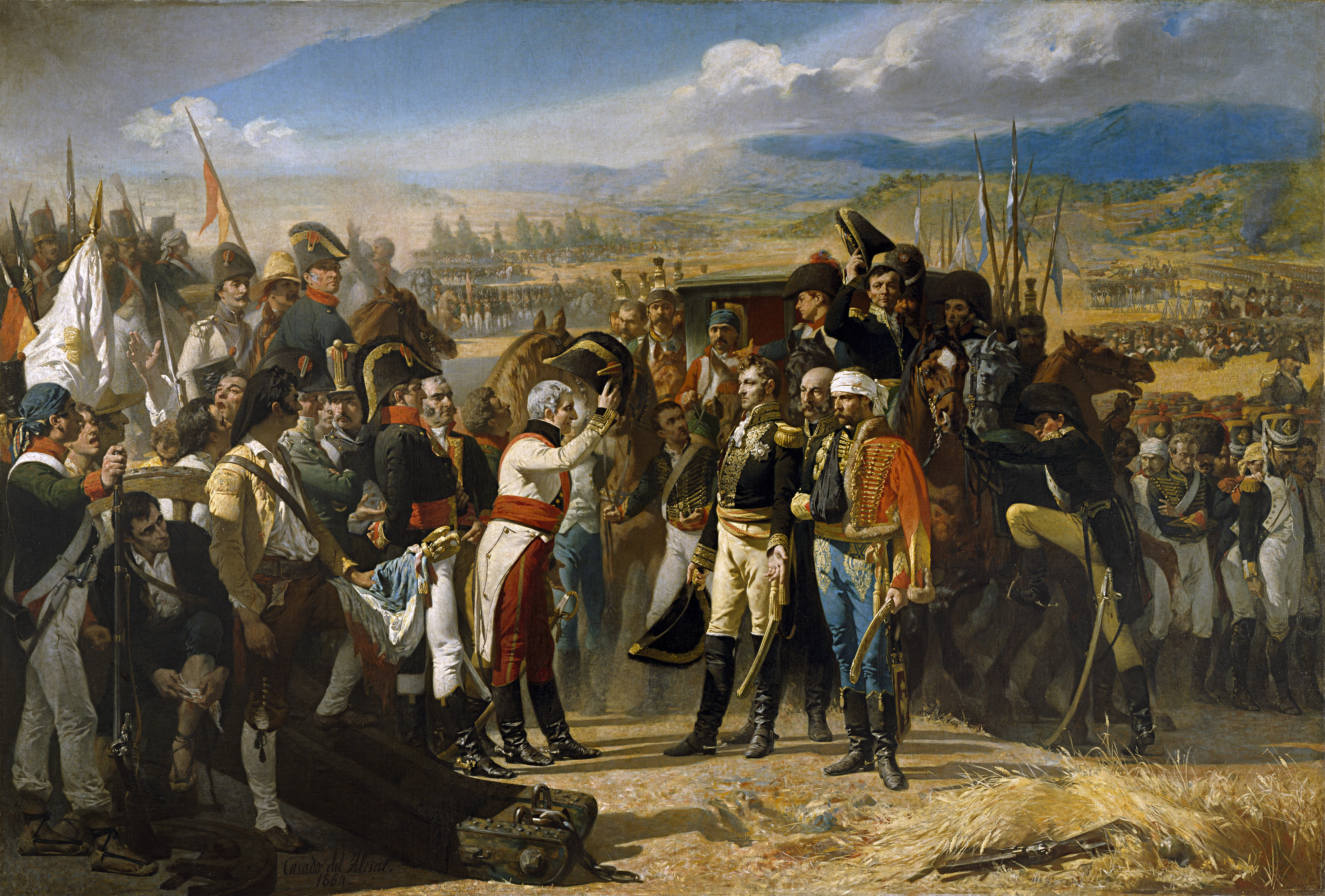
La Rendición de Bailén, de Casado del Alisal, donación del rey Alfonso XIII en 1921 (Prado).
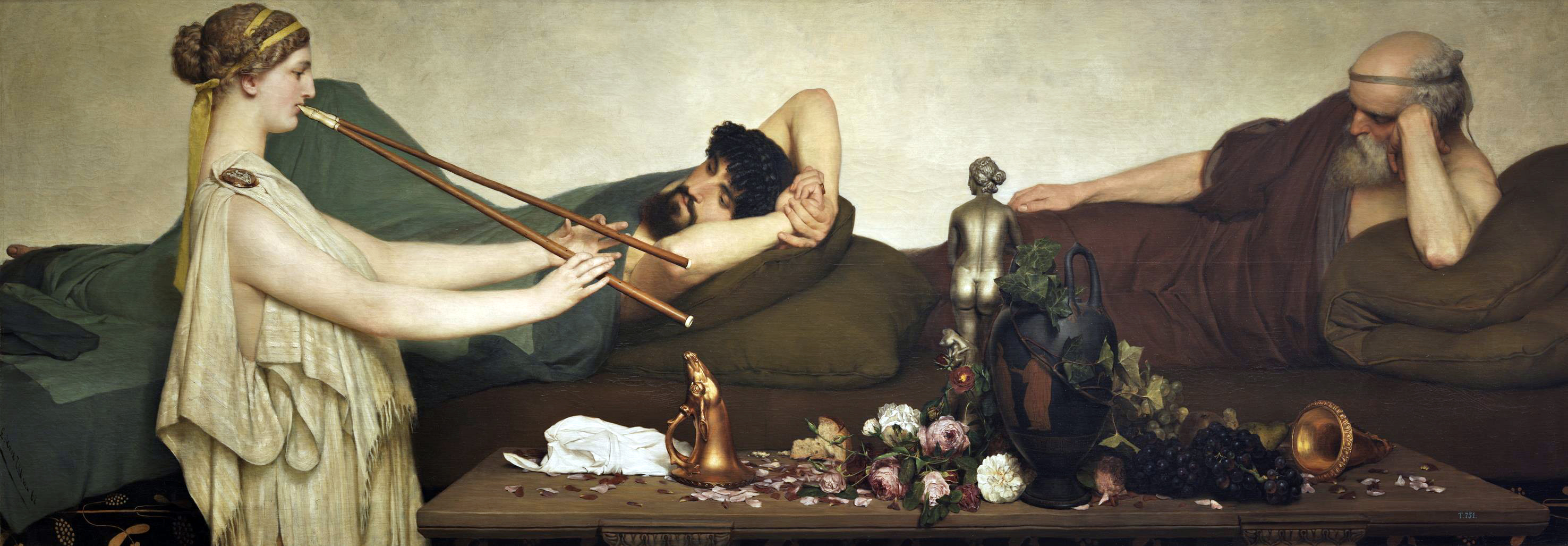
Escena pompeyana o La siesta, lienzo de Lawrence Alma-Tadema donado al Prado por Ernesto Gambart en 1887 y traspasado posteriormente al M. A. M.
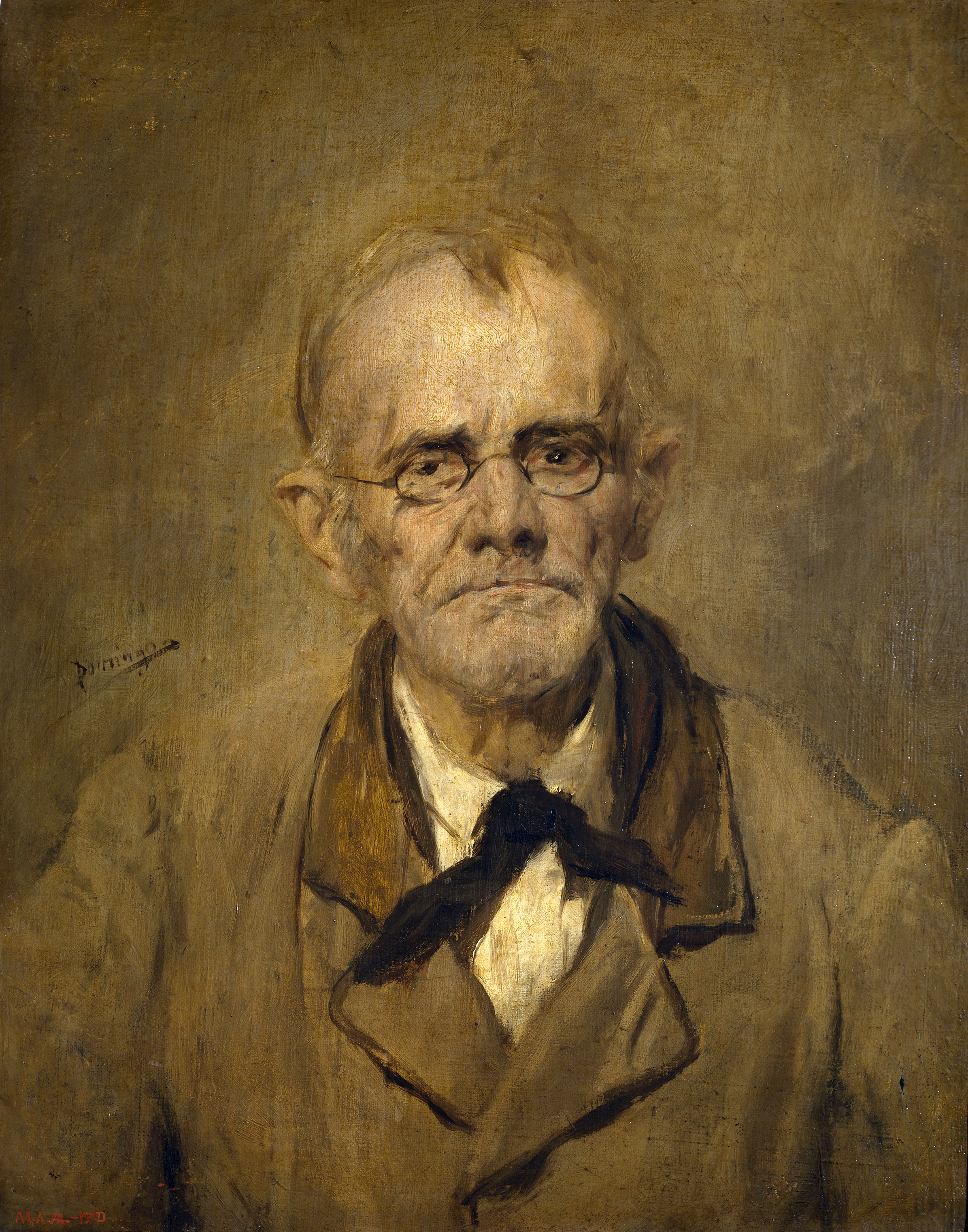
El zapatero de viejo, de Francisco Domingo Marqués, legado Isidoro Fernández Flórez, 1902 (Prado).
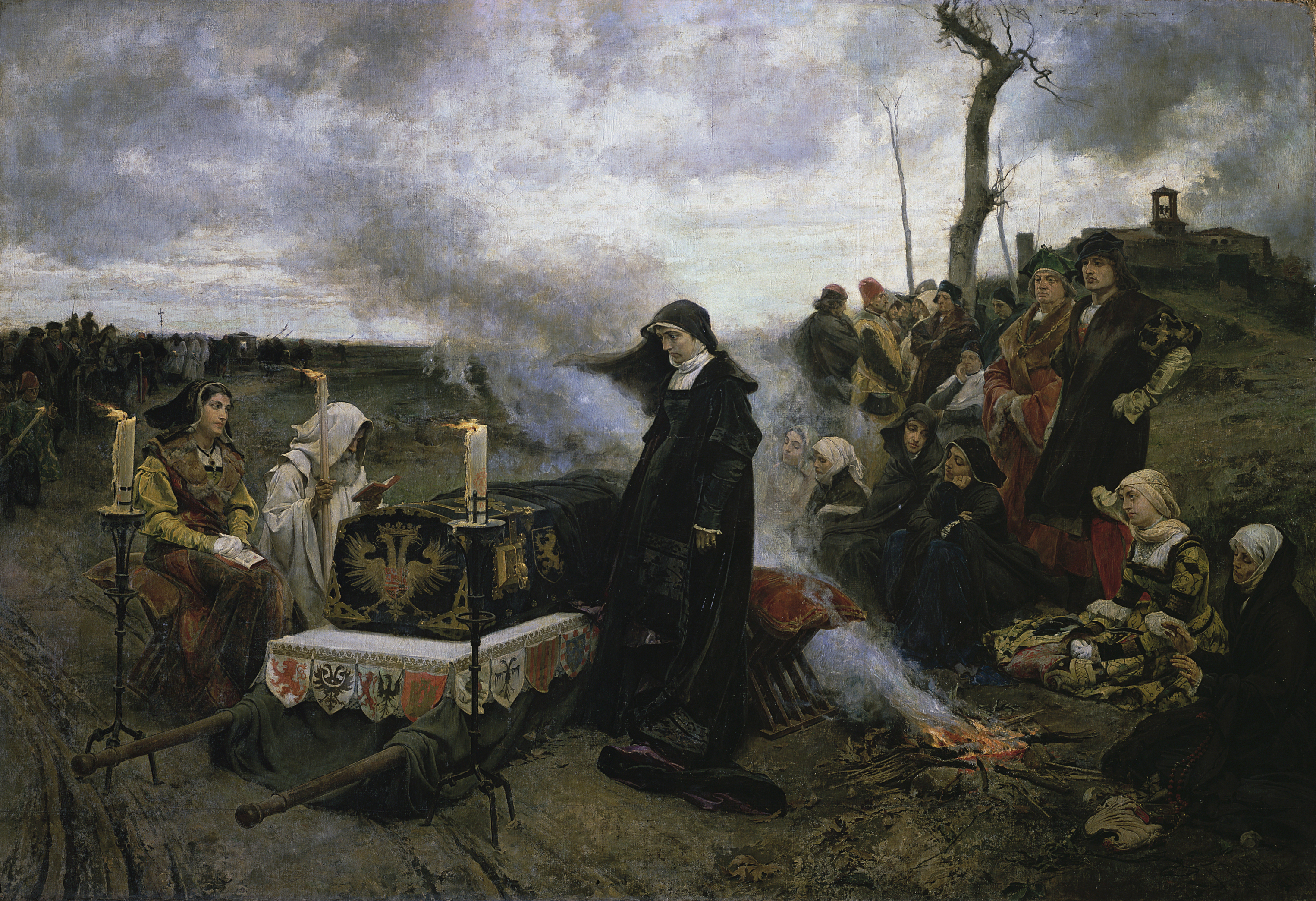
Doña Juana "la Loca", de Francisco Pradilla, adquirido en 1879 para el Prado, del que posteriormente pasó al M. A. M.
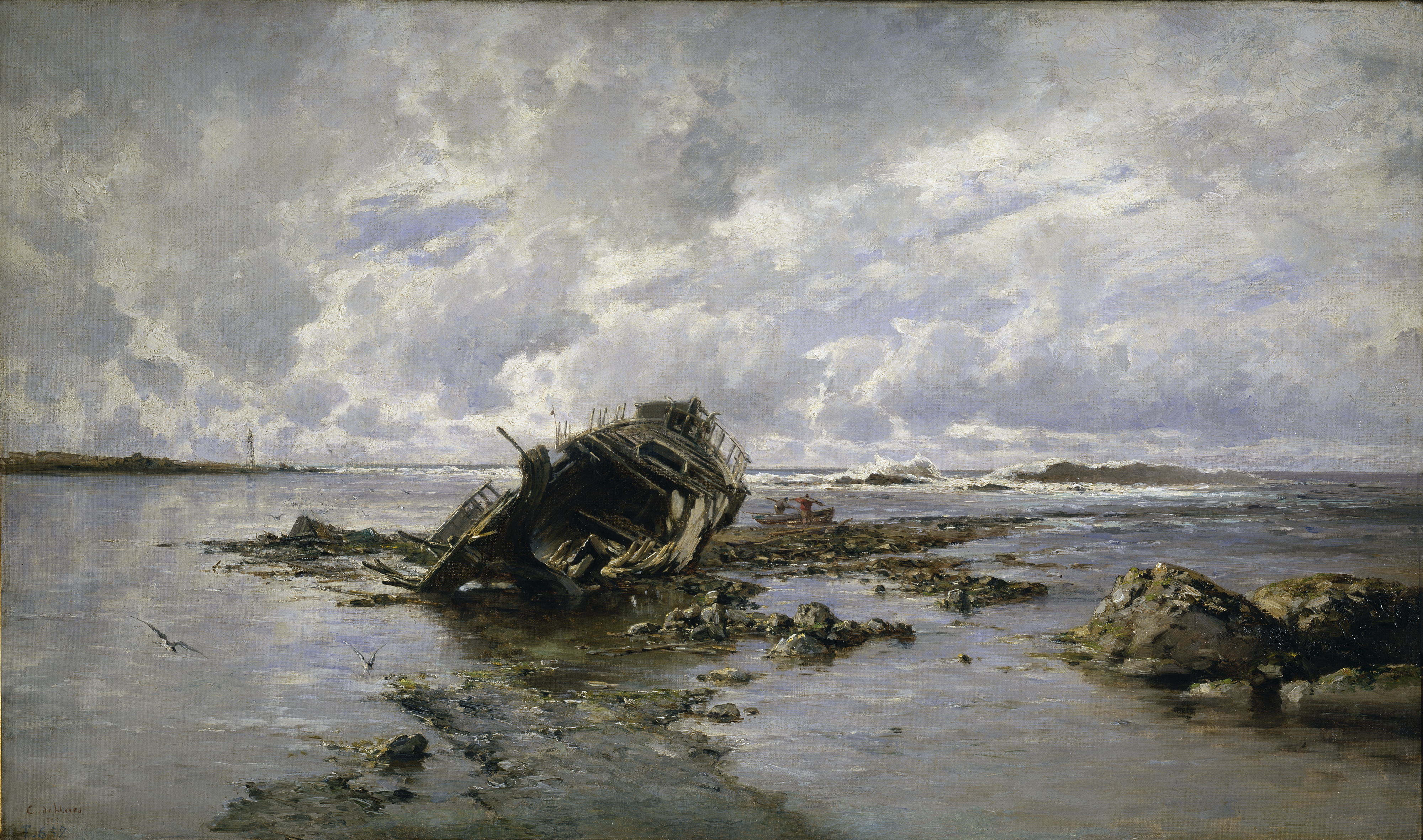
Un barco naufragado, de Carlos de Haes (Prado).
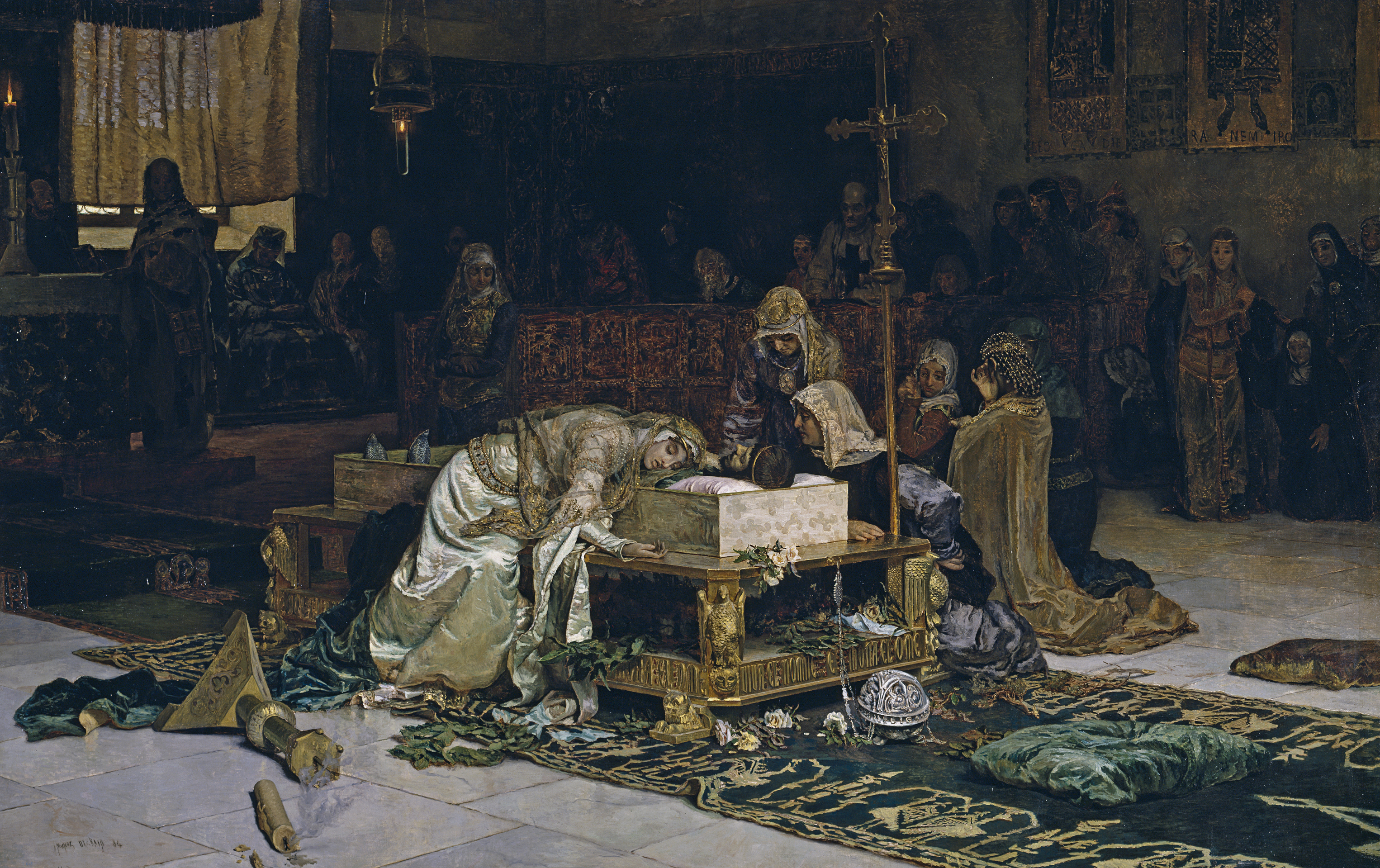
Los amantes de Teruel, de Muñoz Degrain, premiado con una segunda medalla en la Exposición Nacional de Bellas Artes de 1884, lo que llevaba implícito su compra por el Estado, que lo destinó al Museo del Prado, del que pasó posteriormente al M. A. M.
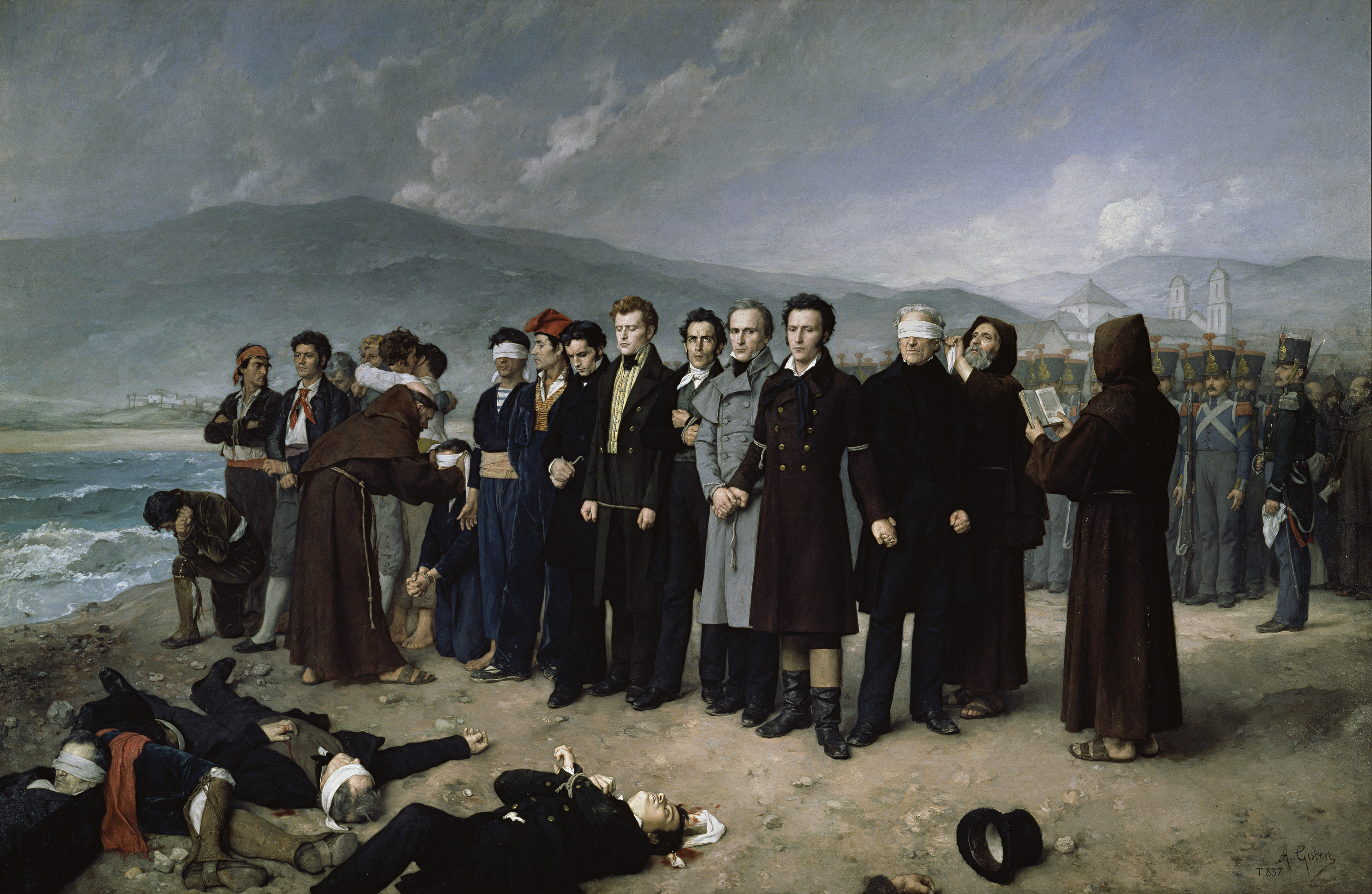
Fusilamiento de Torrijos y sus compañeros en las playas de Málaga, de Antonio Gisbert, uno de los más famosos cuadros de historia del siglo XIX español (Prado).
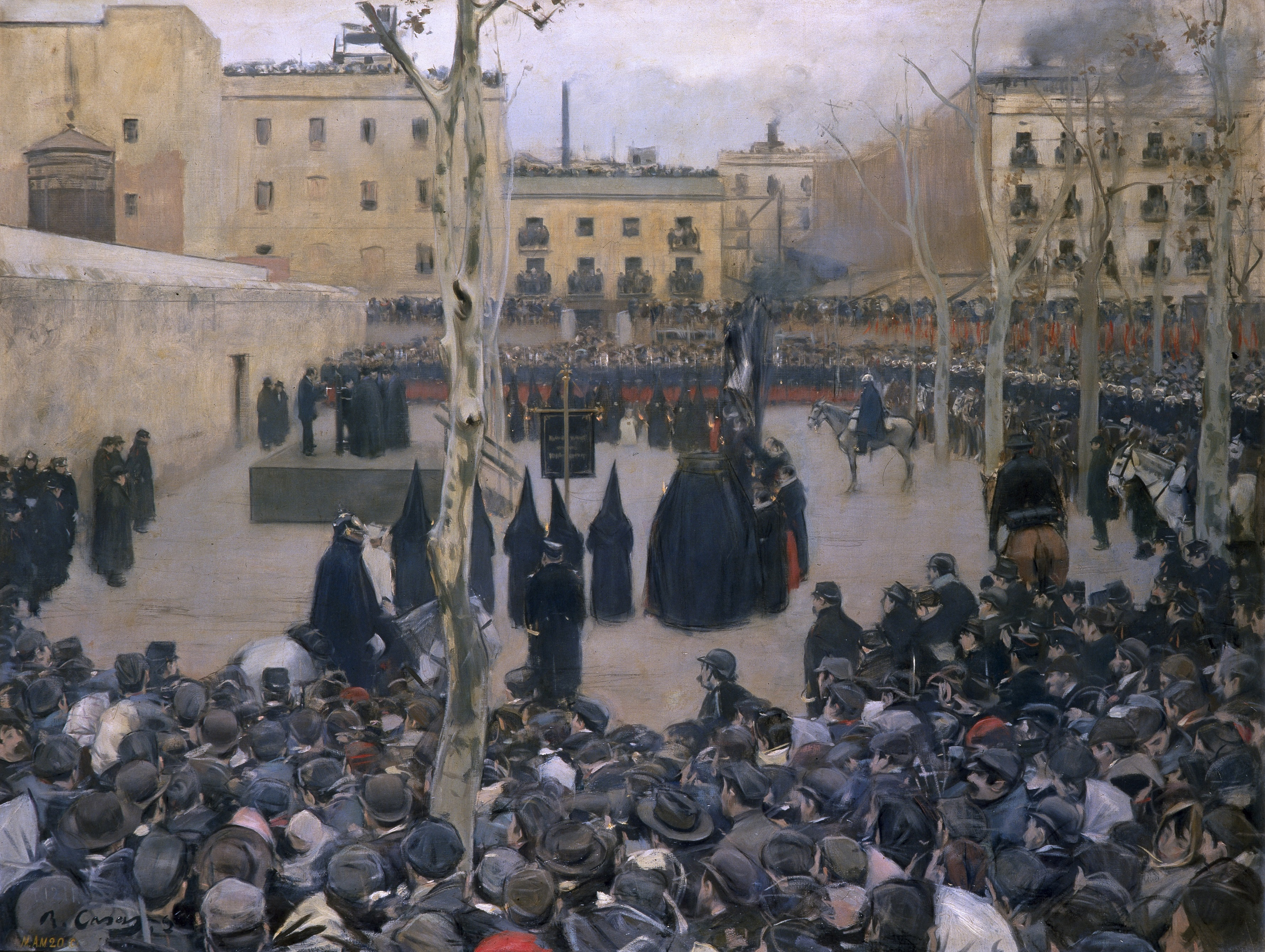
El garrote vil, de Ramón Casas, comprado por el Estado tras resultar premiado con una medalla de tercera clase en la Exposición Nacional de Bellas Artes de 1895 (Museo Reina Sofía).
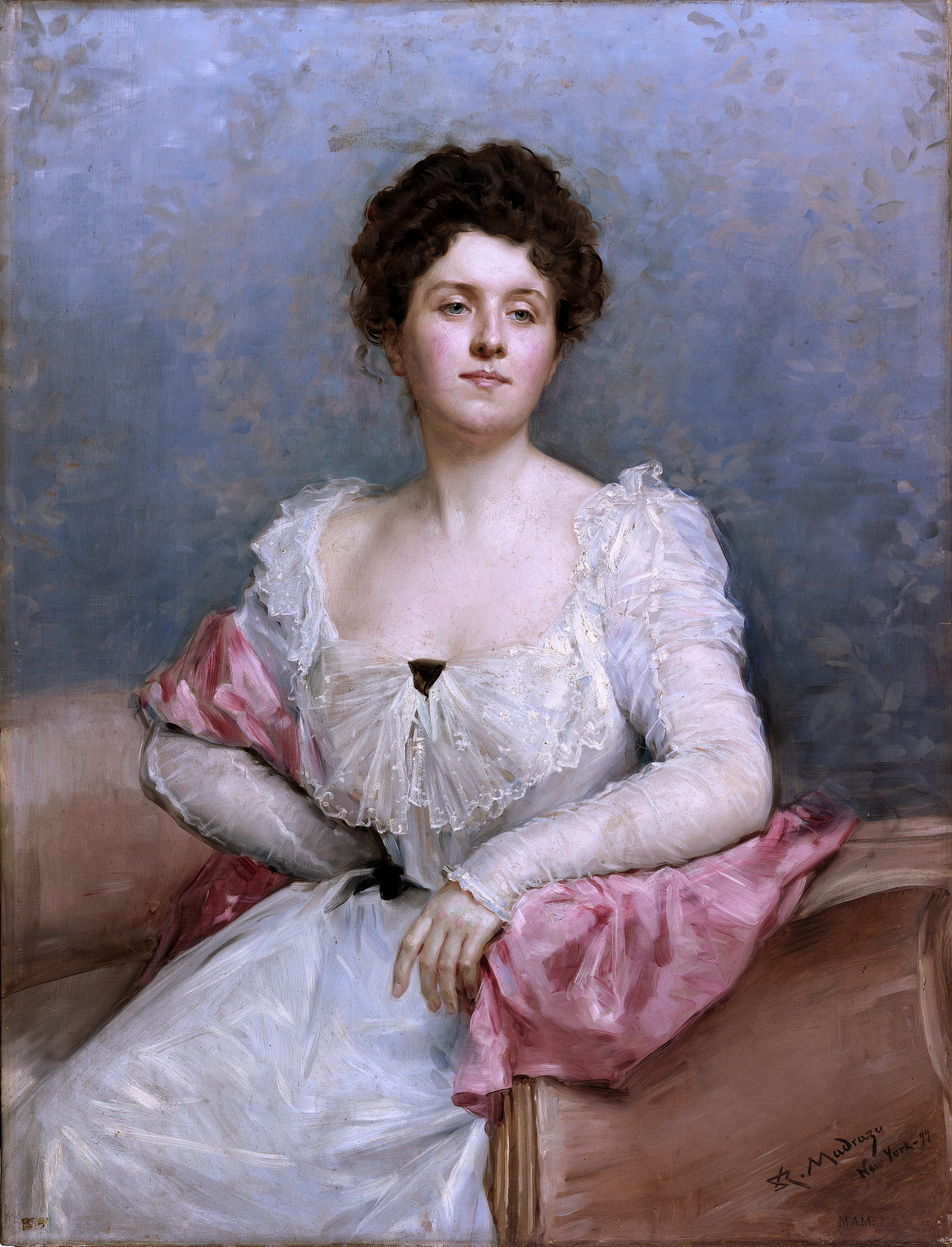
Elsie Woodbury Brown, retrato de Raimundo de Madrazo donado en 1921 por Miguel Blay en nombre de Federico Carlos de Madrazo (Prado –en depósito en el Museo Provincial de Lugo–).
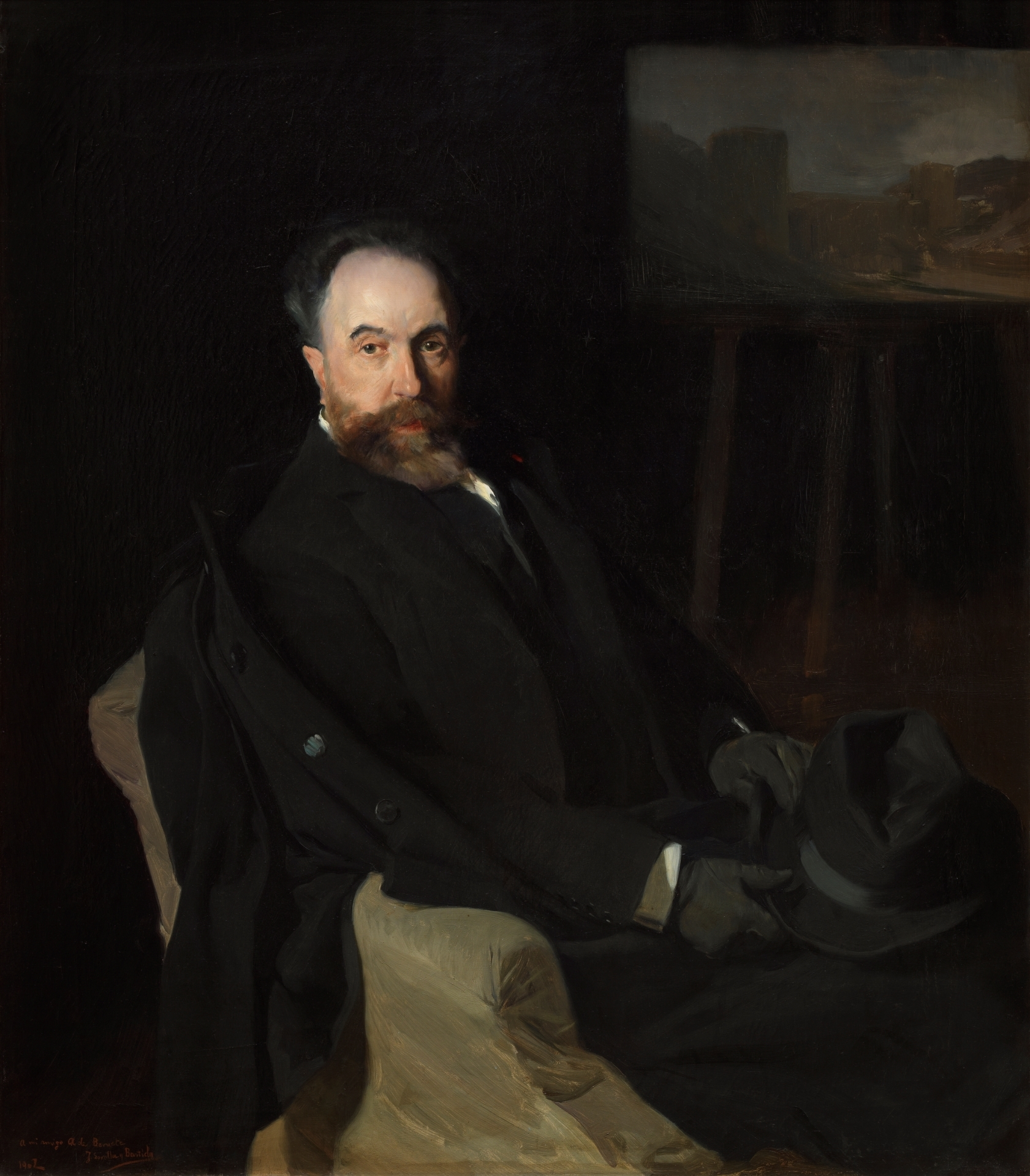
El pintor Aureliano de Beruete, por Joaquín Sorolla –lienzo donado por la viuda del retratado, María Teresa Moret, en 1922– (Prado).
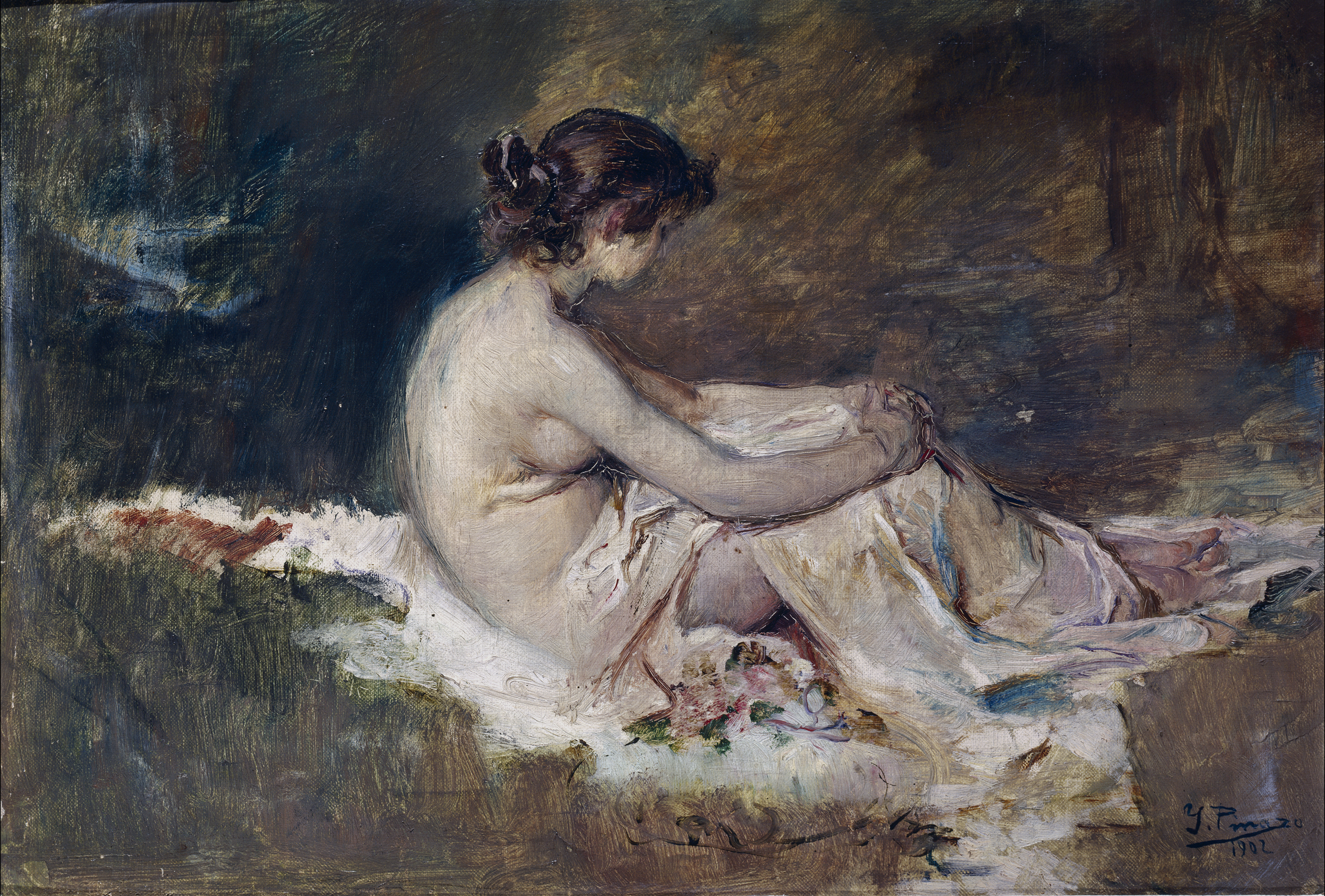
Desnudo de mujer, de Ignacio Pinazo, adquirido tras resultar premiado con una medalla de honor en la Exposición Nacional de 1912 (Prado).
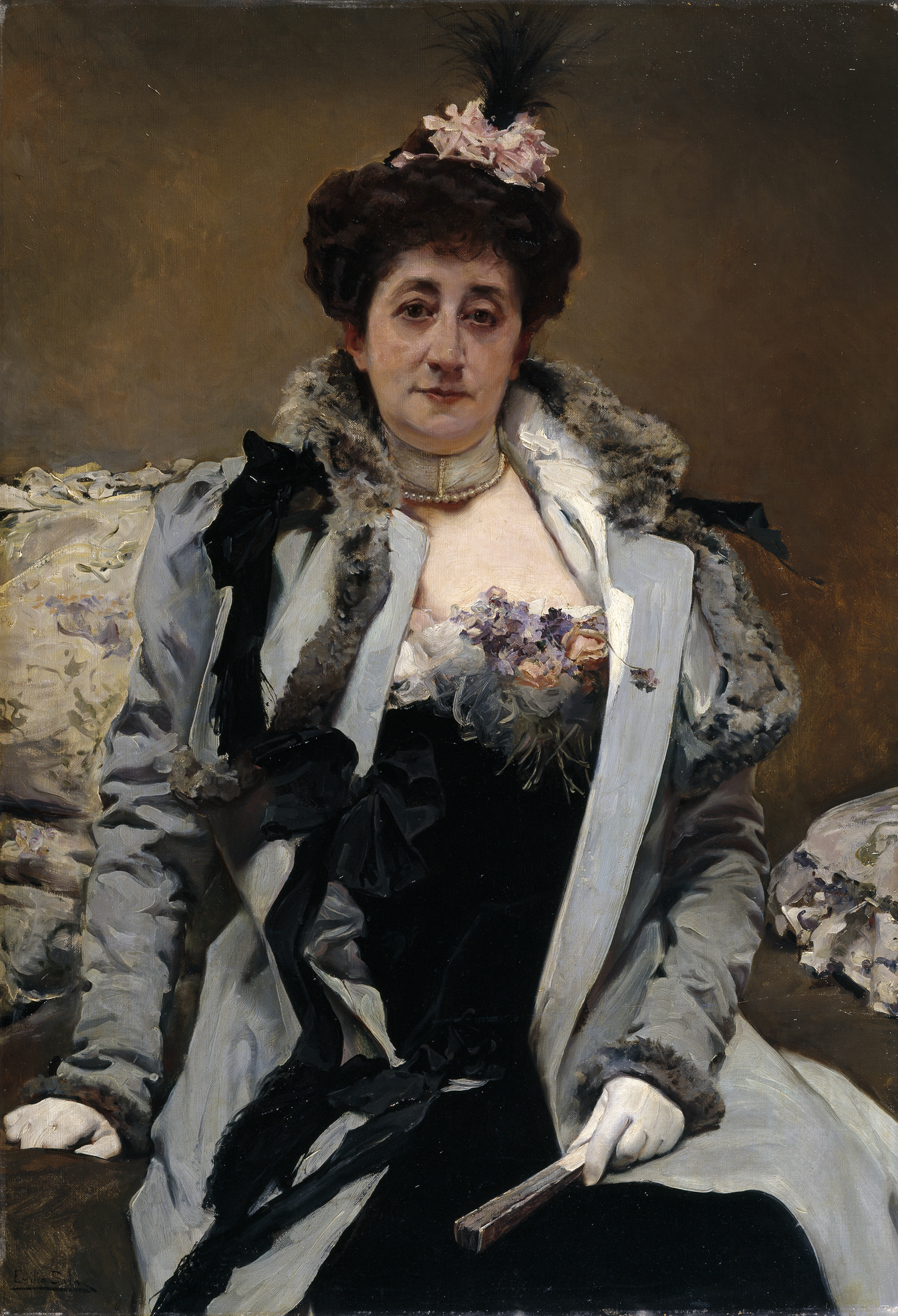
Retrato de señora, de Emilio Sala, 1900-1905, legado Carmen González Álvarez (Prado).
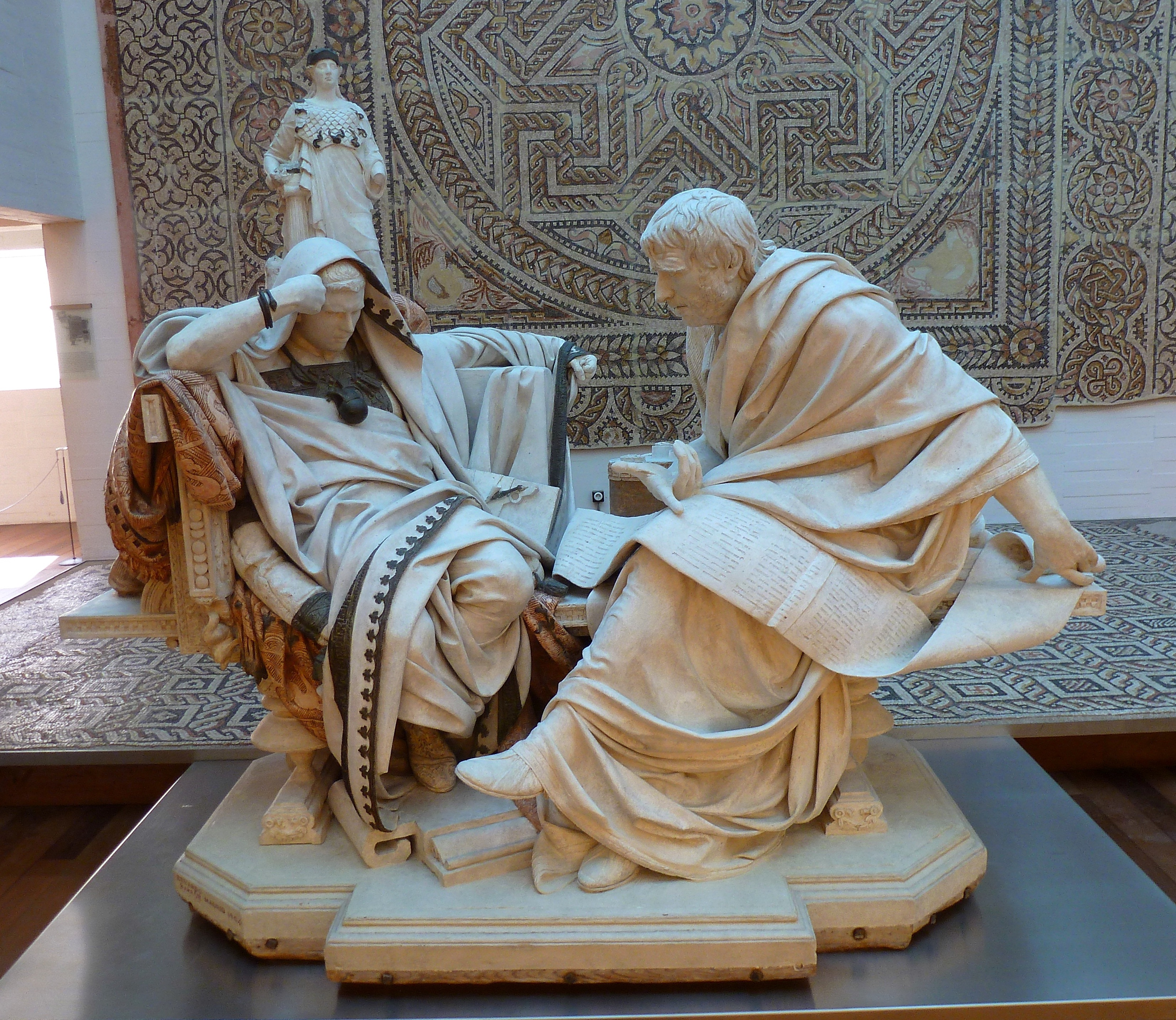
Nerón y Séneca, de Eduardo Barrón, primera medalla de la Exposición Nacional de Bellas Artes de 1904 (Prado –en depósito en el Museo de Zamora–).
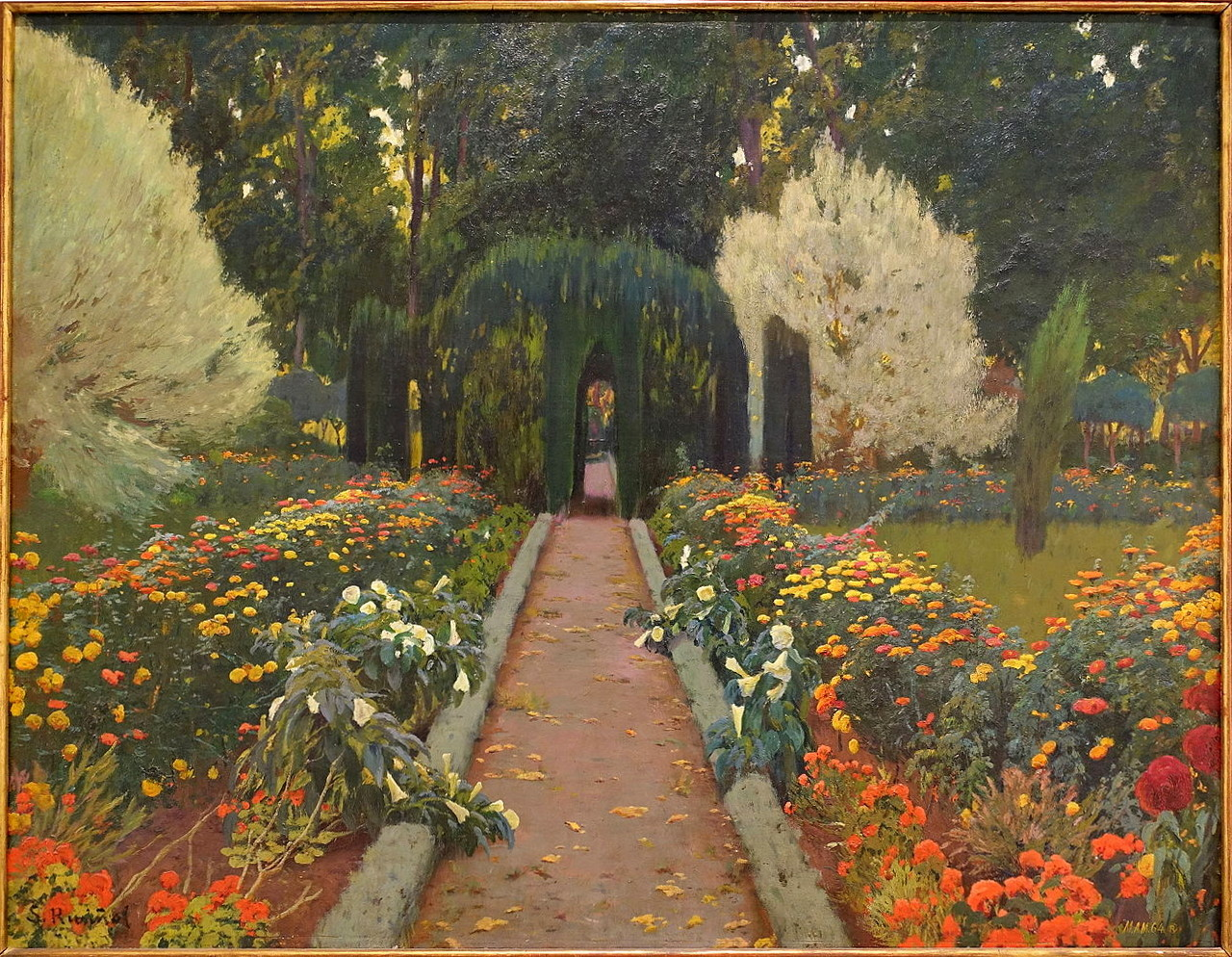
Santiago Rusiñol: Jardín de Aranjuez. Glorieta II. 1907 (Reina Sofía).
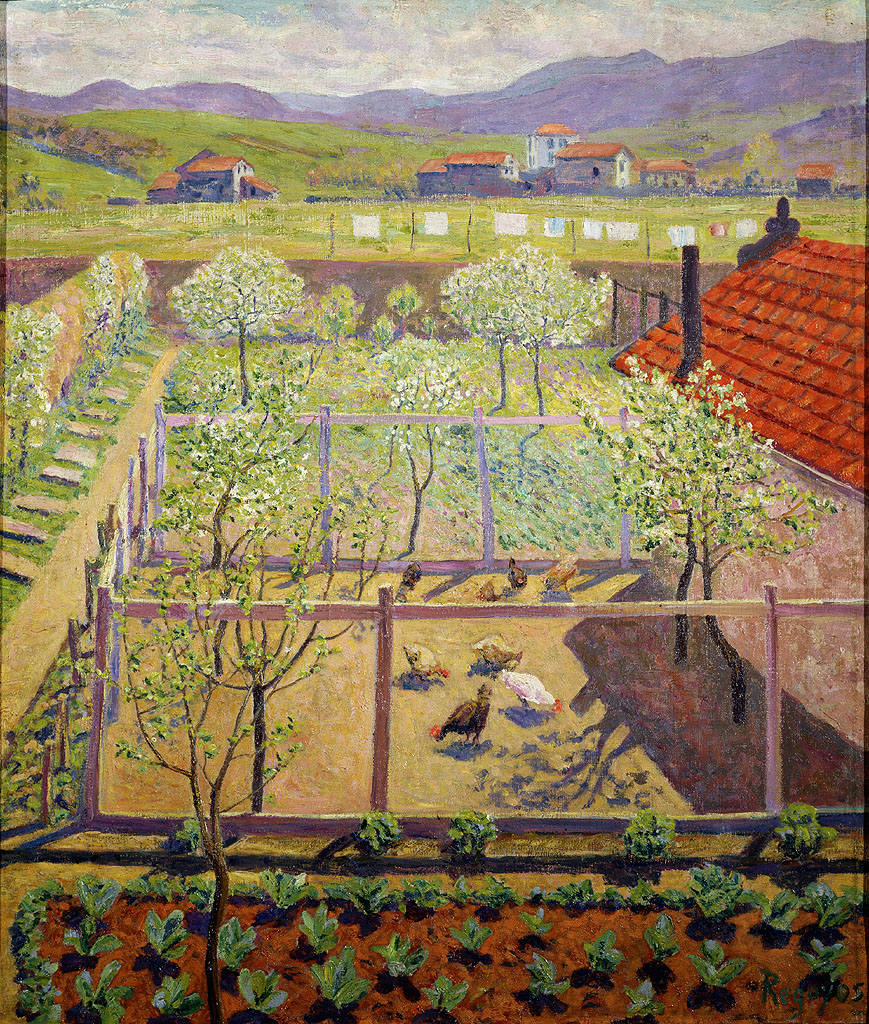
El gallinero, de Darío de Regoyos, 1912, adquirido por el Patronato del M. A. M. en 1932 (Reina Sofía).
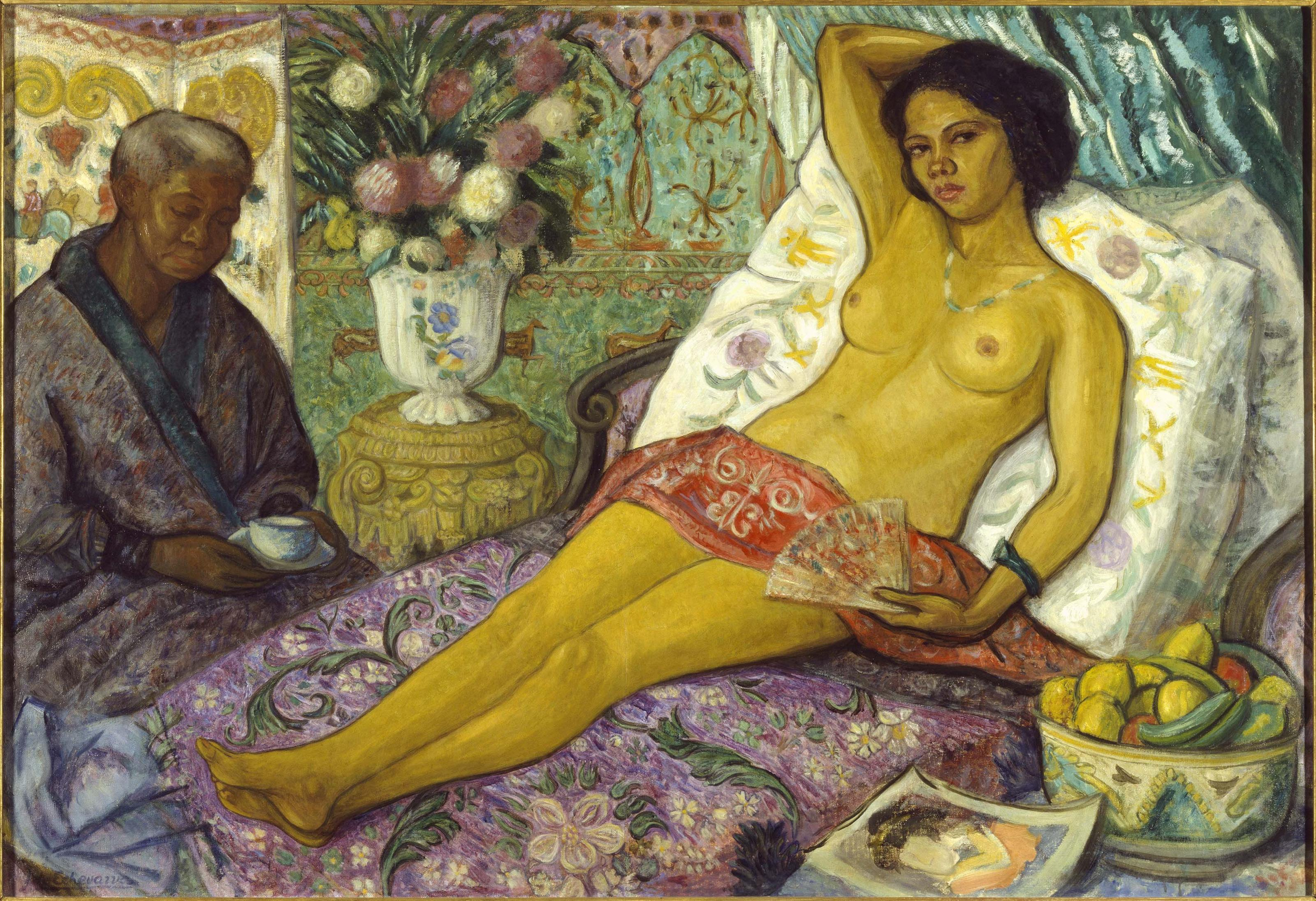
Mestiza desnuda, obra de 1923 de Juan de Echevarría (Reina Sofía).
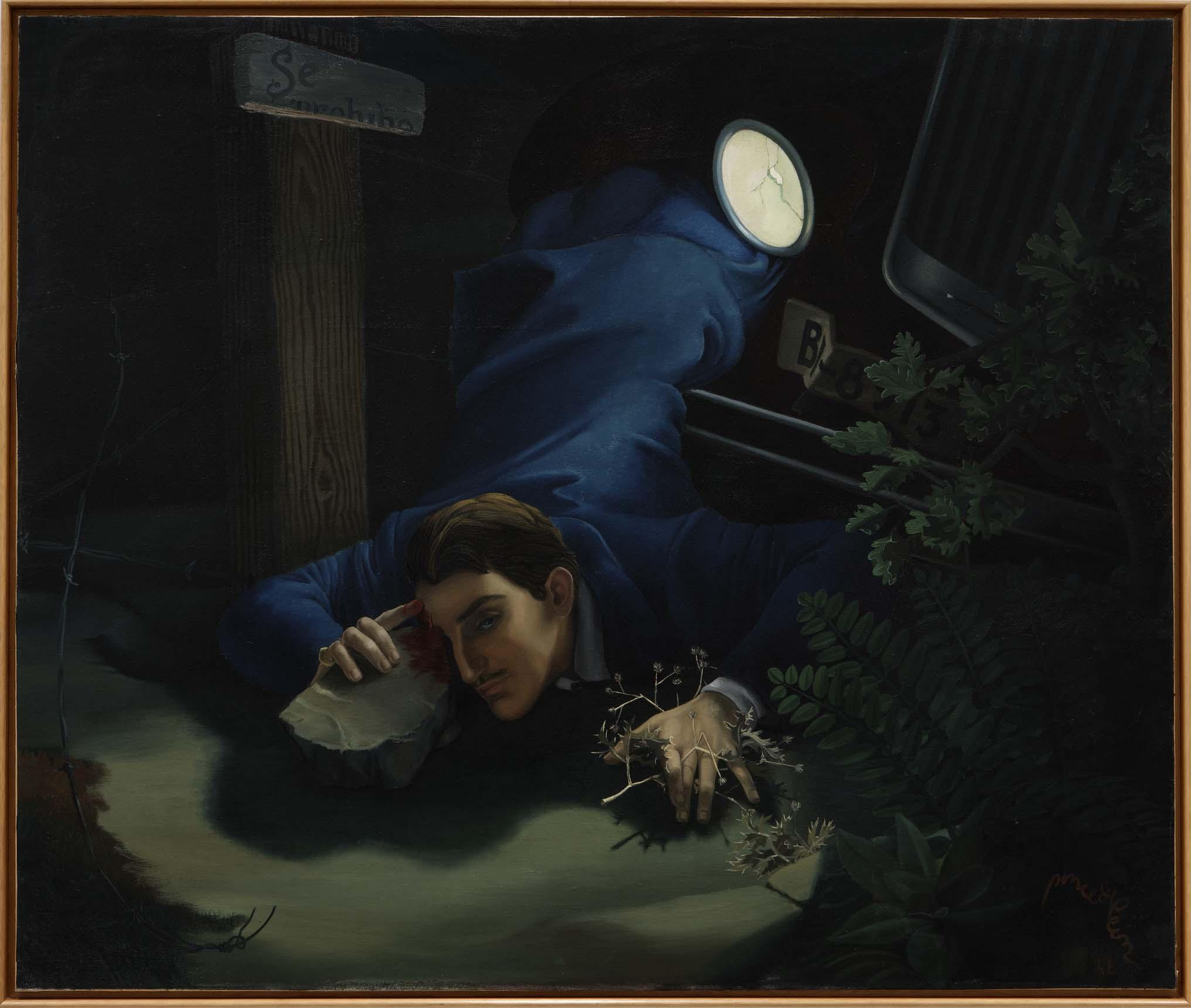
Autorretrato, Alfonso Ponce de León, 1936 (Reina Sofía).